# Giovanni Boldini
Pour les articles homonymes, voir Boldini (homonymie).
Giovanni Boldini, né le 31 décembre 1842 à Ferrare (États pontificaux, aujourd’hui en Italie) et mort le 11 janvier 1931 à Paris, est un peintre italien.
À l'instar de John Singer Sargent, Giovanni Boldini est un portraitiste de réputation internationale, qui a travaillé principalement à Paris et à Londres. Au début du XXe siècle, il est l'un des portraitistes les plus en vue à Paris et est considéré comme l’un des interprètes les plus sensibles et les plus imaginatifs du charme électrisant de la Belle Époque.
Son style fougueux préfigure parfois celui de l'abstraction lyrique.

## Biographie

### Jeunesse

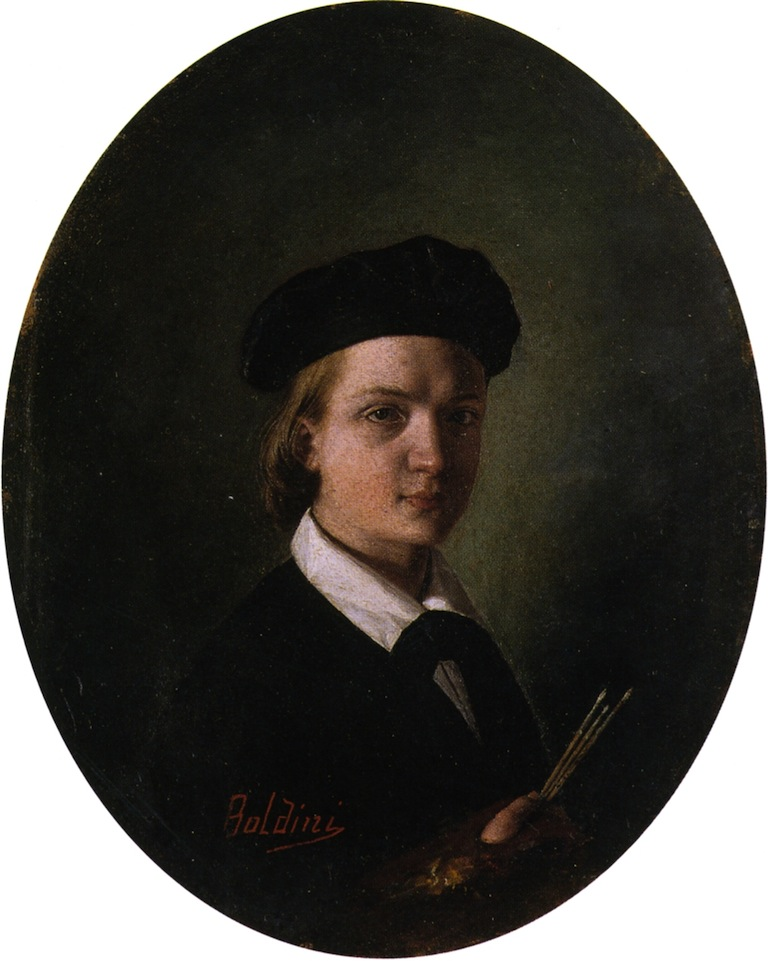
Autoportrait de jeunesse (1856) ; huile sur papier,, Musée Giovanni Boldini, Ferrare.

Giovanni Boldini nait le 31 décembre 1842 à Ferrare, au no 10 via Volta Paletto (aujourd'hui Savonarola) dans une maison au coin de via delle Vecchie. Il est le huitième fils de Benvenuta Caleffi (1811-1879) et d'Antonio Boldini (1799-1872) : sa mère est une Ferraraise pieuse et riche, alors que son père est un artiste natif de Spolète, peintre et restaurateur d'art. Baptisé le jour de sa naissance dans l'église Sainte-Marie-en-Vado, Giovanni Giusto Filippo Maria Pasini a douze frères et sœurs : Beatrice (1830), Luigi (1832), Carlotta (1833 ), Filomena (1835), Maria (1837), Giuseppe (1839), Giovacchino (1841), Francesco (1844), Gaetano (1846), Anna (1848), Veronica (1850) et enfin Pietro (1852).
Affectueusement surnommé Zanin par sa famille, le petit Giovanni reçoit la confirmation en 1850 et, la même année, fréquente l'école primaire du quartier de San Domenico. Il montre dès son plus jeune âge une prédisposition naturelle pour l'art, à tel point qu'avant même d'apprendre à écrire, il remplit des cahiers de dessins et d'esquisses : à l'âge de cinq ans, il a déjà créé un « atelier » rudimentaire dans la grange familiale,. De tempérament indépendant, tolérant mal toute contrainte didactique, Boldini abandonne prématurément les études scolaires pour acquérir les premiers rudiments picturaux sous la houlette de son père Antonio, qui sait tirer le meilleur parti du talent précoce de son fils. Par ailleurs, dès 1857, Giovanni se découvre une grande passion pour la musique et apprend le clavecin.
La figure d'Antonio, peintre puriste valable, attiré par les maîtres du XVe siècle, peut-être imitateur occasionnel de tableaux de Raphaël et de paysagistes vénitiens comme Francesco Guardi, est en effet fondamentale dans la formation picturale de Giovanni Boldini. Formé dans l'atelier d'un artiste local, un certain Giuseppe Saroli, on sait que le père, Antonio, s'installe à Rome, pour poursuivre ses études à l'Académie de San Luca, où il est influencé par le mouvement nazaréen, le cercle du purisme italien autour de Tommaso Minardi et surtout par la peinture du XVe siècle. Copiste assidu des œuvres de l'école de Ferrare — qui furent probablement vendues par Filippo Pasini, propriétaire d'un important atelier d'art à Rome — Antonio Boldini est aussi un peintre passionné par la matrice puriste : la répercussion de cette orientation picturale dans l'environnement de Ferrare est due à Antonio qui, en 1835, collabore également avec un magazine puriste, Ape italiana, copiant avec une précision minutieuse la Résurrection de Lazare d'Il Garofalo, son peintre préféré.
Giovanni fréquente d'autres peintres de Ferrare et s'intéresse aux grands peintres du Quattrocento et à Dosso Dossi. C'est dans le milieu émilien qu'il fait ses premiers pas, bénéficiant de l'enseignement affectueux de son père, qui bien qu'éloigné des recherches figuratives personnelles, s'avère néanmoins être un excellent pédagogue, capable de transmettre à son fils-élève une familiarité certaine avec les outils de travail. Preuve en est le petit autoportrait que Giovanni Boldini peint en 1857, alors qu'il n'a que quatorze ans, avec une personnalité et une aisance qui dépassent l'expertise technique, ainsi que la copie de La Vierge à la chaise de Raphaël qu'il réalise en 1859 sur commande d'Alessandro Gori. Il réalise aussi déjà quelques portraits commandés par des amis.
Deux facteurs, en particulier, favorisent la maturation picturale de Boldini, désormais adolescent : tout d'abord, l'exemption du service militaire instaurée dans le nouveau royaume d'Italie (1861-1946), obtenue en raison de sa petite taille (1,54 mètre contre le minimum de taille requis de 1,55 mètre), mais aussi l'important héritage reçu de son oncle paternel Luigi, qui en l'absence de descendance directe, donne ses actifs financiers et immobiliers à ses neveux, attribuant la somme de 29 260 lires à Giovanni. Avec cet argent, Boldini choisit de s'éloigner de Ferrare, une ville dont les artistes, faute d'envie de se confronter, continuent à retracer des chemins connus, sans aboutissement artistique, dans un flux toujours égal de produits picturaux qui ne présentent plus aucun intérêt. Il commence également à trouver insuffisantes les leçons de Girolamo Domenichini et Giovanni Pagliarini, ses professeurs jusqu'en 1862. Il s'est vite rendu compte à quel point sa ville natale offre très peu en dehors de l'exemple de son père et de sa grand-mère, Beatrice Federzoni, organisatrice d'un salon littéraire florissant, certainement à l'origine du goût de Boldini pour l'élégance et la vie galante qui en découle, destinée à devenir une figure stylistique fondamentale de son histoire picturale.

### Florence

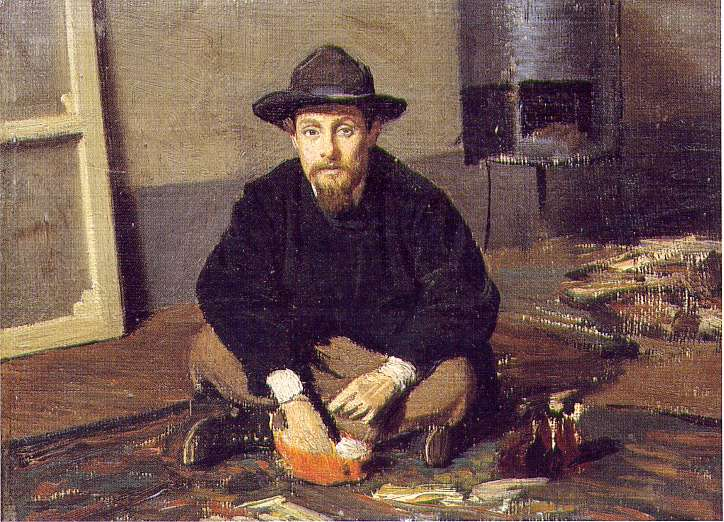
Portrait de Diego Martelli (1865), huile sur toile.

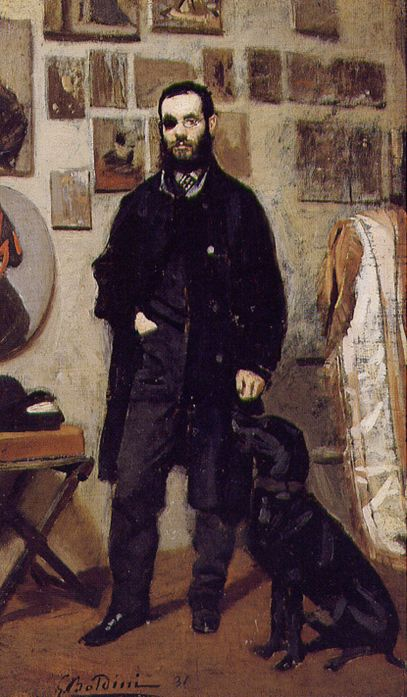
Portrait de Giuseppe Abbati (1865), huile sur toile.

En 1864, portraitiste déjà renommé, à la suite d'une déception amoureuse et exempté de service militaire, ayant atteint la majorité, il s'installe à Florence pour compléter ses études. Appréciant peu la vie de province, Boldini trouve un environnement stimulant dans la capitale toscane, à l'époque centre de la vie culturelle et artistique du pays. Une fois établi au no. 10 de via Lambertesca, Boldini s'inscrit immédiatement à l'Accademia di Belle Arti, où il a comme professeurs Enrico Pollastrini, un « figuratif délicat non indifférent à la nouvelle peinture, et de Stefano Ussi, qui, malgré de déplorables compositions historiques, put lui donner quelque enseignement en matière de nature et de lumière », et Francesco Vinea et Raffaello Sorbi comme condisciples.
S'il est tout à fait apte à suivre les cours d'Ussi et de Pollastrini, il trouve insuffisante la simple discipline académique et s'émancipe donc rapidement, participant aux réunions festives et turbulentes du Caffè Michelangiolo qui, né en 1848, acquiert alors sa célébrité et son caractère de lieu de rencontre d'artistes et de patriotes. Il se mêle à la riche bourgeoisie florentine et entre en contact avec la clientèle internationale. Le Caffè Michelangiolo est en effet assidûment fréquenté par un groupe animé de peintres et d'intellectuels réunis sous le nom de Macchiaioli, des artistes qui, soucieux des expériences picturales du paysage français, prônent « une modernisation de la peinture fondée sur l'observation directe de la nature à retranscrire à travers un phrasé large et puissant de lumières et d'ombres, restituant une force optique particulière capable de transmettre vraisemblance et vitalité au sujet». Pour les Macchiaioli, un tableau, pour être considéré comme réaliste, doit reproduire fidèlement la dynamique perceptive de l'œil humain, qui ne peut « voir » qu'en recevant des stimuli lumineux ; la lumière n'est pas une entité atmosphérique complètement autonome, car elle n'est perçue qu'à travers des modulations d'ombres et de couleurs : la peinture doit être structurée sur des couleurs et des ombres diversement dégradées par l'utilisation de « taches » (macchia en italien), c'est-à-dire de larges coups de pinceau de couleur pure, d'où le terme « macchiaioli », inventé par la presse dans un sens péjoratif mais accepté avec enthousiasme par le groupe. Ces peintres, influencés par les impressionnistes, rejettent l'académisme et préconisent l'immédiateté et la fraîcheur.
L'expérience « Macchiaioli » est sans aucun doute stimulante pour Boldini, qui a ainsi l'occasion de constituer la texture luministique solide qui ravivera ses peintures françaises ultérieures. S'il s'ouvre à une transformation esthétique brutale (il est parti à Ferrare d'un environnement néo-XVe siècle), il se place néanmoins de manière ambivalente par rapport à l'enthousiasme naturaliste de ses confrères et penche plutôt vers le portrait, un genre qu'il apprécie déjà et qu'il poursuit dès lors avec une aisance certaine. Totalement immergé dans sa vocation et animé d'une fructueuse agitation créative, à Florence, Boldini dépeint des amis et des connaissances, tels que Giuseppe Abbati, Giovanni Fattori, Vincenzo Cabianca, Diego Martelli, le duc de Sutherland, Lewis Brown, les Sœurs Lascaraky. Cette liste de portraits permet de comprendre comment Boldini a rassemblé à Florence autour de lui les talents les plus vivants et les personnalités les plus influentes, tissant ainsi un réseau dense de relations qui s'avère crucial pour sa maturation picturale. Les amitiés nouées sous l'égide des « Macchiaioli » sont évidemment nombreuses : celles avec Michele Gordigiani (le portraitiste le plus apprécié du grand-duc de Florence et portraitiste de la maison de Savoie), Telemaco Signorini, Cristiano Banti (un peintre très riche avec qui il visite le palais de Caserte) et Diego Martelli, âme intellectuelle du groupe. Boldini visite assidûment le vaste domaine que ce dernier possède à Castiglioncello, où chaque été un grand groupe d'artistes se réunit pour discuter, recréer et peindre. Il imagine déjà des compositions dynamiques par leurs cadrages, campant ses figures au milieu d'objets rapidement brossés au pinceau.
Michele Gordigiani, qui l'accueille dans son atelier et lui procure des commandes, et Cristiano Banti, notamment, le présentent à des « personnages importants, surtout étrangers ». Les relations que Boldini entretient avec ces riches étrangers résidant à Florence, qui le reçoivent souvent dans leurs villas, sont fondamentales. Il fréquente le prince russe Antonio Demidoff, qui lui ouvre les portes de sa propre galerie d'art à San Donato Fiorentino, où il accumule un nombre considérable de tableaux de maîtres contemporains, notamment français. Son amitié avec le Français Marcellin Desboutin, chalcographe discret et intellectuel très vif, qui a établi dans la Villa dell'Ombrellino à Bellosguardo « un véritable avant-poste de la culture française contemporaine, [où il accueille] les artistes français de passage à Florence » est particulièrement importante. parmi ces aristocrates - qui, bien entendu, lui garantissent de fructueuses commissions - une place très importante doit être accordée aux Falconer, nobles anglais qui accueillent à plusieurs reprises le jeune peintre dans leur villa de Collegigliato, La Falconiera. Dans le cadre rural de la campagne de Pistoia, une ardente histoire d'amour voit le jour entre Boldini et Isabella Falconer, qui devient immédiatement une généreuse mécène de l'artiste : convaincue des dons exceptionnels du peintre, elle le fait connaitre aux familles qui résident l'hiver sur la Côte d'Azur et lui ouvre les portes des palais d'amis étrangers vivant à Florence ou de passage. De 1866 à 1869, jusqu'à la mort d'Isabella, Boldini réside de manière quasi permanente à la Falcolniera où il peint à tempera un décor agreste sur les murs de la salle à manger. Il rencontre également la famille Cornwallis-West, qui contribuera plus tard à son introduction dans le monde de l'aristocratie britannique et à sa notoriété outre-Manche.
En février 1867, il a l'occasion d'exposer certaines de ses œuvres lors de la Promotrice Fiorentina. Il bénéficie à cette occasion de sa première recension critique par Telemaco Signorini dans un article du Gazzettino des arts du dessin : « M. Boldini di Ferrara est un nouveau nom mais qui fait ses débuts avec brio ; il exposa trois petits portraits d'un mérite peu commun et un petit tableau représentant l'amateur des beaux-arts ; la nouveauté du genre confond les classificateurs qui ne savent pas lui assigner une place dans les catégories de l'art. Les portraits ont jusqu'à présent été réalisés avec une seule maxime, à savoir qu'ils devaient avoir un fond le plus uni possible pour mettre en valeur et ne pas déranger la tête du portrait. Précepte ridicule et M. Boldini avec ses portraits qui ont pour fond ce que représente l'atelier : les tableaux, estampes et autres objets accrochés au mur, sans que le visage du portrait ne soit au détriment de celui-ci. Si dans la nature une tête est proéminente avec des objets placés derrière elle, pourquoi n'en aurait-elle pas davantage dans l'art si l'art est une imitation de la nature. » Boldini produit au début de sa carrière quelques paysages et a un goût prononcé pour l'art du passé, en particulier pour la peinture flamande et espagnole qui s'exprime déjà dans ses portraits de grandes dimensions.
Boldini, tout en s'adonnant avec ferveur aux plaisirs charnels, ne néglige nullement son amitié avec Sir Walter, qui l'invite à l'exposition universelle de 1867 ce qui lui offre l'occasion de voir Paris pour la première fois : plus que Jean-Léon Gérôme et Ernest Meissonier, les artistes phares du Salon de peinture et de sculpture, il admire surtout les œuvres du groupe des Batignolles, avec une attention particulière pour Edgar Degas (artiste qui séjourna longtemps à Florence). Il y fait sa connaissance ainsi que celles d'Édouard Manet, Alfred Sisley, Gustave Caillebotte, mais son admiration va surtout à Camille Corot. Il se lie avec le critique Diego Martelli, qui contribua à populariser en Italie les principes de l'impressionnisme français.

### Londres

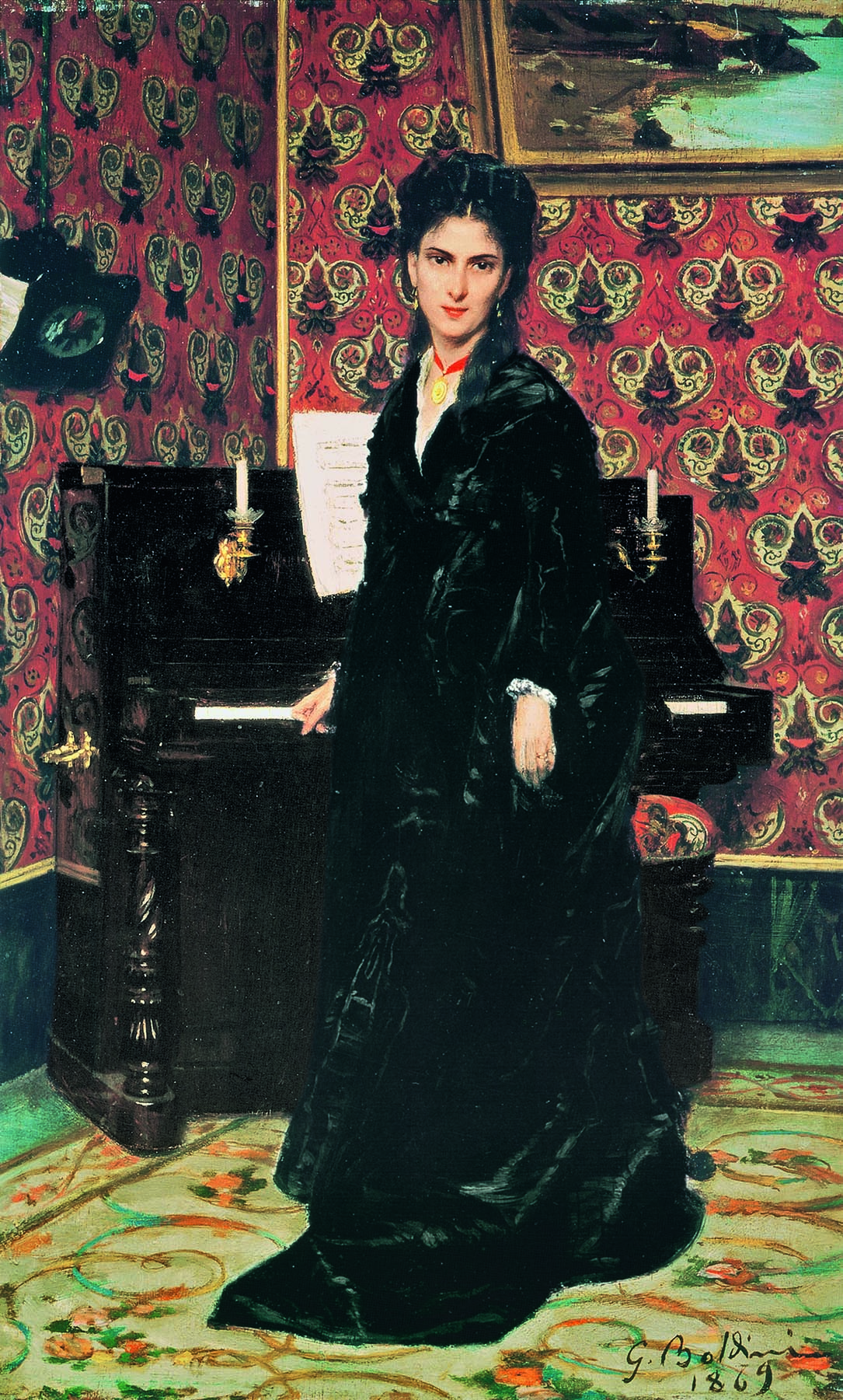
Mary Donegan, 1869.

Florence apparait à Boldini comme une ville si riche en histoire et en chefs-d'œuvre antiques qu'elle lui semble presque impénétrable à l'art de son temps. Son séjour en France lui permet d'entrer en contact avec différents codes et paradigmes. Animé d'une profonde inquiétude, il se met à voyager inlassablement, à la recherche d'une nouvelle vitalité et d'innovations. Après avoir voyagé sur la Côte d'Azur avec les Falconer, y peignant le Général espagnol, Boldini décide en 1871 d'accepter l'invitation de Sir William Cornwallis-West et, en compagnie du marchand Reitlinger, se rend à Londres où il étudie les grands portraitistes et les caricaturistes anglais, dont Thomas Gainsborough. Grâce à la protection bienveillante de Cornwallis-West et du duc de Sutherland, Boldini est littéralement inondé de commandes, exécutant de nombreux portraits en petit format de dames de haut rang, qui lui valent ses premiers succès mondains. Dans les portraits de la duchesse de Westminster, de Lady Holland, de la comtesse de Listowel et de Lady Bechis, toutes des œuvres pour la plupart de petit format, Boldini est très sensible aux grands portraitistes anglais du XVIIIe siècle ; l'influence de William Hogarth, Gainsborough et du rococo français, en premier de Fragonard, est évidente.
Londres, cependant, ne le satisfait pas pleinement, même s'il fait de nombreux séjours dans cette ville jusqu'en 1874. En effet, une passion pour Paris bouillonne en lui, une ville qu'il pense parfaitement capable de répondre à ses attitudes aristocratiques et d'assouvir sa soif de succès et de reconnaissance. Après la ruineuse guerre franco-allemande de 1870, Paris a définitivement tourné le dos à l'Empire ; la consolidation de la Troisième République, accentue considérablement son caractère pétillant et cosmopolite ; la ville se peuple de cafés, de larges avenues arborées, de réverbères électriques (avec l'appellation ville lumière, ville des lumières), de musées, de restaurants et de salles de bal. Fin octobre 1871, il part pour Paris : Boldini se sent attiré par une réalité libre, dynamique et moderne, où il peut s'amuser à « regarder l'essaim de la vie qui coule [va] le long des immenses boulevards, des vastes parcs et des grandes places ». La vie artistique de Florence, au contraire, était systématiquement alourdie par l'ombre des géants de la Renaissance : si d'une part ce souvenir perpétuel du passé rendait la ville propice à la formation d'un peintre, d'autre part il était potentiellement nocif car il inhibait énormément les impulsions créatives. Parfaitement conscient que l'adhésion à la macchia l'aurait confiné à jamais dans les horizons étroits de la peinture régionale, Boldini quitte Florence cette fois définitivement, pour Paris, cette « Mecque de l'art et de la vie » qui devient sa deuxième maison.

### Paris

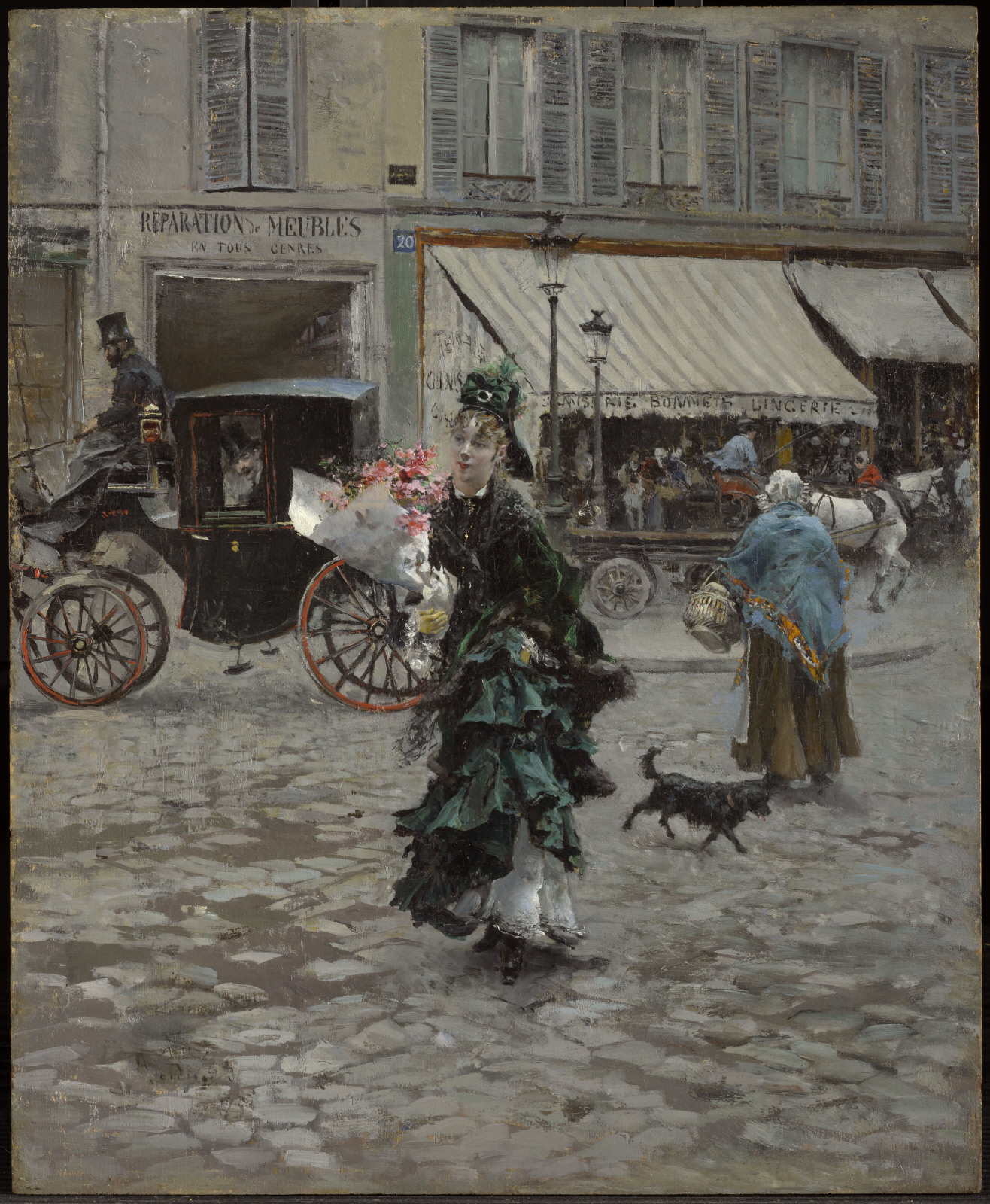
En traversant la rue (1873-1875) ; huile sur toile,, Clark Institute, Williamstown, Massachusetts.

#### Années «Goupil»
« Né sous une bonne étoile », pour reprendre les mots de De Tivoli, en 1871, Boldini s'installe au no 12 avenue Frochot, dans le quartier de Pigalle, vivant avec Berthe, jeune femme blonde et son premier modèle français, dont il tombe amoureux dès le mois de novembre 1871 et qui restera auprès de lui pendant plus de dix ans, faisant office de modèle, de muse, de compagne et de gouvernante.
Il s'installe en février 1872 au no 11 place Pigalle, au pied de la butte Montmartre, véritable carrefour pour des artistes comme lui qui, animés d'une grande envie de faire et d'une impatience marquée pour les académismes, se réunissent au café pour discuter. Les rencontres au Café de la Nouvelle Athènes (situé juste en face de la résidence parisienne de Boldini) sont particulièrement célèbres, qui sont pour les artistes parisiens, non seulement un moment de discussions intenses et de débats houleux, mais aussi une occasion de retrouvailles et d'échanges d'expériences communes, où par exemple, le futur groupe des impressionnistes se réunit chaque semaine. Boldini, bien que parfois éloigné de la sensibilité chromatique et lumineuse de ses confrères parisiens, se rapproche du milieu impressionniste, tissant une amitié solide et fructueuse avec Edgar Degas. Il travaille sous contrat d'exclusivité avec le marchand d'art Adolphe Goupil, un marchand d'art avisé et vorace qui a réuni autour de lui une « écurie » convoitée d'artistes tels que Giuseppe Palizzi, Giuseppe De Nittis et Ernest Meissonier. En s'inscrivant dans la Goupil & Cie, il réussit à consacrer sa réussite professionnelle et s'introduit habilement dans les cercles artistiques les plus fermés de Paris, consolidant du même coup sa situation économique : il est en effet accepté dans toutes les expositions les plus importantes, comme le Salon du Champ-de-Mars en 1874, où il suscite beaucoup d'intérêt. Ces années-là, il habite à Versailles avec son modèle qui est également sa compagne, Berthe, pour travailler « d'après nature ». Il commence à portraiturer le Tout-Paris, expose au Salon : le prix de ses tableaux double, puis grimpe à 25 000 francs. Sous l'égide de Goupil, Boldini abandonne pendant presque une décennie sa vocation de portraitiste pour se consacrer à l'« art à la mode ». Il exécute des petits tableaux de genre en costumes du XVIIIe siècle, aux couleurs éclatantes, ciselés à la pointe du pinceau, qui ont un grand succès auprès des collectionneurs de la bourgeoisie européenne et américaine, et des vues de Paris (notamment Place Pigalle, Place Clichy et les Vues du parc de Versailles), cherchant son inspiration dans la production d'Ernest Meissonnier, chef de file de ce type de peinture depuis les années 1840, et dans celle de Mariano Fortuny y Madrazo, arrivé à Paris en 1866. Ces tableaux se caractérisent par l'attention accordée au détail et à la restitution précise des costumes d'époque, exigeant une habileté et une virtuosité technique que possède Boldini. Il s'intéresse très vite aux sujets de la vie contemporaine, se concentrant sur les types, les lieux et les situations caractéristiques de la haute société française. Dès les années 1870 et 1880, Boldini est reconnu comme paysagiste et comme peintre de genre, en Europe, mais aussi en Amérique.

#### 1879-1900

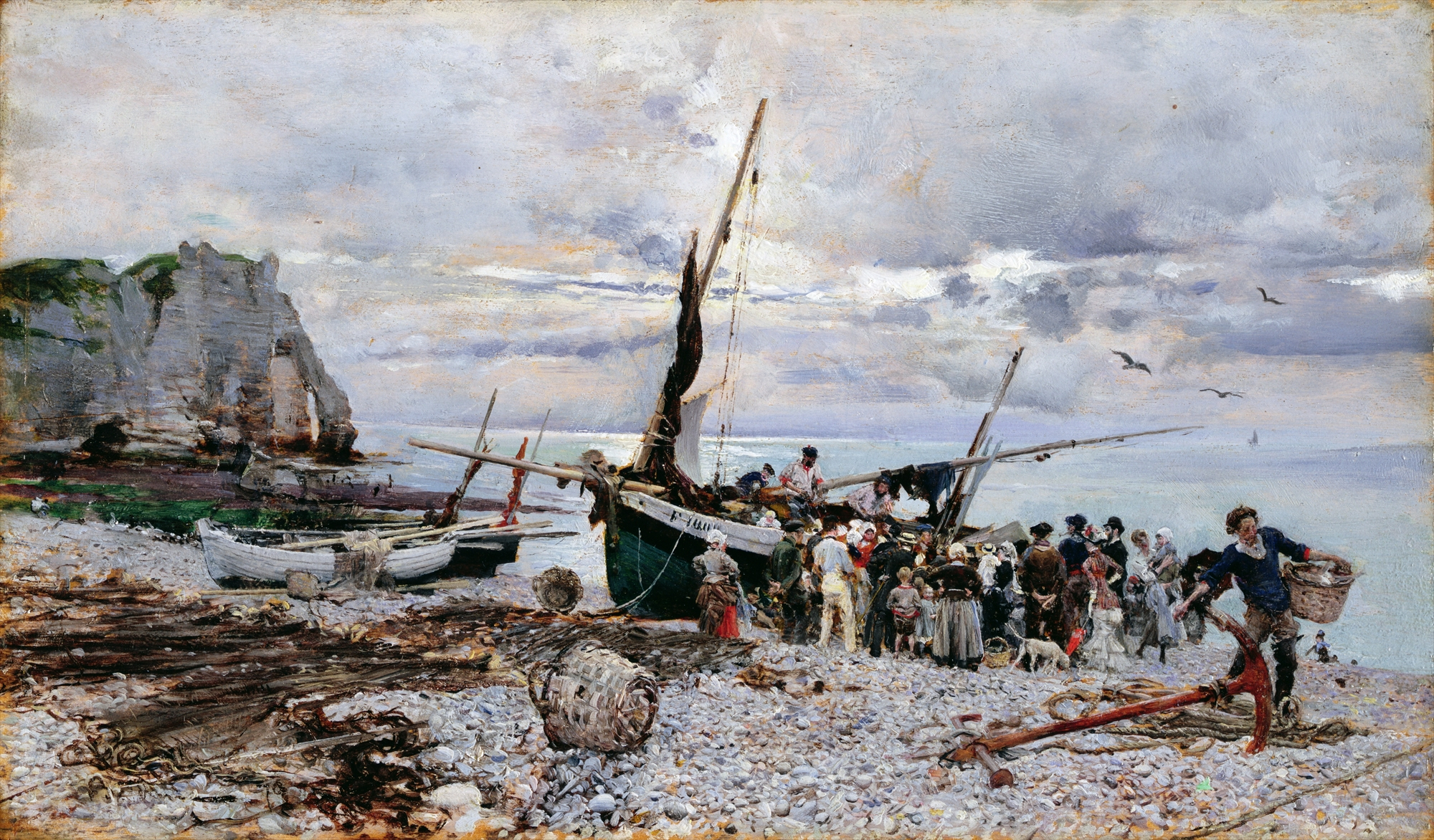
Le Retour des bateaux de pêche, Étretat, 1879.

La Dépêche, présentée au Salon des artistes français en 1879 où elle suscite l'admiration d'Édouard Detaille et d'Ernest Meissonnier, marque un tournant dans sa carrière du point de vue stylistique, car s'inspirant d'une scène de la vie urbaine contemporaine, et en termes de stratégie commerciale. Dans les années suivantes, stimulé par la fréquentation d'artistes comme Manet et surtout Degas, Boldini multiplie les scènes de rue et les sujets tirés de la vie moderne où la vie parisienne se reflète dans ses petits tableaux grouillant de figures. Le développement des lignes de chemin de fer rayonnant depuis Paris lui permet de rejoindre la province, notamment la Haute-Normandie et Rouen par la gare Saint-Lazare, puis Étretat, village de pêcheurs, accessible par l'omnibus à cheval.
Boldini est principalement admiré pour ses portraits de femmes de la haute société, brillants et élégants, caractérisés par un coup de pinceau hardi et fluide. Il sera surnommé « le peintre de l'élégance ». En 1874, l'un d'eux est vendu 3 000 francs. À Paris, il est partagé entre une intense activité de portraitiste et les amusements et rencontres offerts par une grande ville, ne méprisant nullement les mondaines et les fréquentations amoureuses. Luciano Caramel observe, à cet égard, que le peintre « plus que dans le Paris intellectuel […] s'est inséré dans le Paris mondain ». Bientôt, en effet, il noue une relation sentimentale enflammée avec la comtesse Gabrielle de Rasty, belle brune sans scrupule qui l'introduit dans les cercles de la haute société parisienne, une femme qui dégage une malice à la fois artistique et charnelle (il existe d'elle des témoignages picturaux plus que torrides). La vive passion qu'il conçoit pour elle joue un rôle central dans son évolution artistique : Gabrielle devient sa muse et sa protectrice. Berthe, la reine incontestée de ses débuts français, ne l'engoue plus, même si elle reste pour lui une référence très importante. Boldini est un habitué brillant et enthousiaste des salons les plus convoités de la ville, ce qui non seulement soutient sa vocation à la mondanité, mais lui vaut également de nombreuses commandes et, par conséquent, une reconnaissance économique pour ses œuvres. Il ne cesse jamais de voyager : en 1876, il est aux Pays-Bas, où il découvre Frans Hals, ce qui constitue une rencontre décisive pour son art. Il expose régulièrement en Allemagne, Angleterre et Italie.

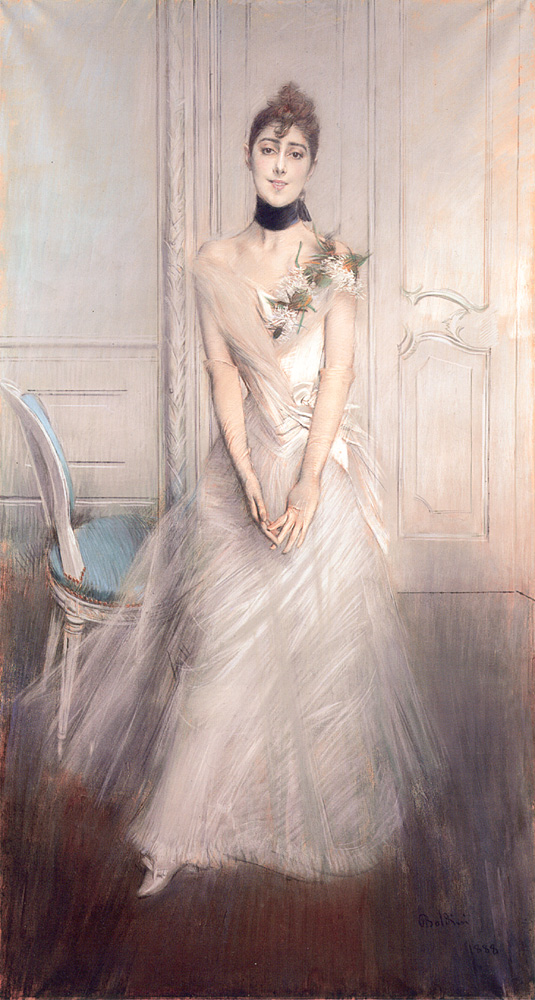
Portrait d'Emiliana Concha de Ossa.

Vers 1880, Boldini intensifie sa production de pastels, s'éloigne des galeries Goupil qu'il quitte quelques années après. John Singer Sargent dévoile son tableau Madame X, alors controversé dans le Tout-Paris ; face aux polémiques, le peintre américain préfère repartir à Londres, cédant à Boldini son atelier du no 41, boulevard Berthier dans le 17e arrondissement de Paris.
En 1886, Boldini réalise un premier Portrait de Giuseppe Verdi sur toile (Galerie d'art moderne de Milan) — il le donne sept ans plus tard à Milan — mais, insatisfait du résultat, il le refait au pastel le 9 avril 1886, en seulement cinq heures. Le peintre conserve d'abord le célèbre Portrait de Giuseppe Verdi à l'écharpe blanche et haut-de-forme pour le présenter lors de l'Exposition universelle de Paris de 1889, l'Exposition internationale de Bruxelles de 1897 et à la première Biennale de Venise, pour le donner finalement à la galerie nationale d'Art moderne et contemporain de Rome en 1918.
Mélomane passionné, Boldini possède dans son atelier un piano. Il partage avec ses amis musiciens ou dilettantes cette passion pour la musique. Très tôt, il est introduit dans la société musicale et théâtrale parisienne grâce notamment au célèbre baryton Jean-Baptiste Faure et au compositeur et chef d'orchestre Emanuele Muzio. La Cantatrice mondaine est l'un de ses rares tableaux à l'huile dédiés à ce sujet. Le Chef d'orchestre Emanuele Muzio sur l'estrade figure son ami Emanuele Muzio au travail et est un autre témoignage de son intérêt pour la musique. Il produit aussi de nombreuses études dédiées au monde de la musique, souvent des compositions très originales, coupant les corps pour donner à l'œuvre une immédiateté, un mouvement, une impression de vérité qui sont à l'époque l'apanage de la peinture la plus expérimentée.
En 1886, après des échanges épistolaires, il se rend à Berlin pour rendre hommage à Adolph von Menzel et visiter son atelier, découvrant, outre son abondante production graphique, la collection « privée » de Menzel, une série de peintures à l'huile réalisées pour la plupart dans les années 1840 et exposées bien plus tard.

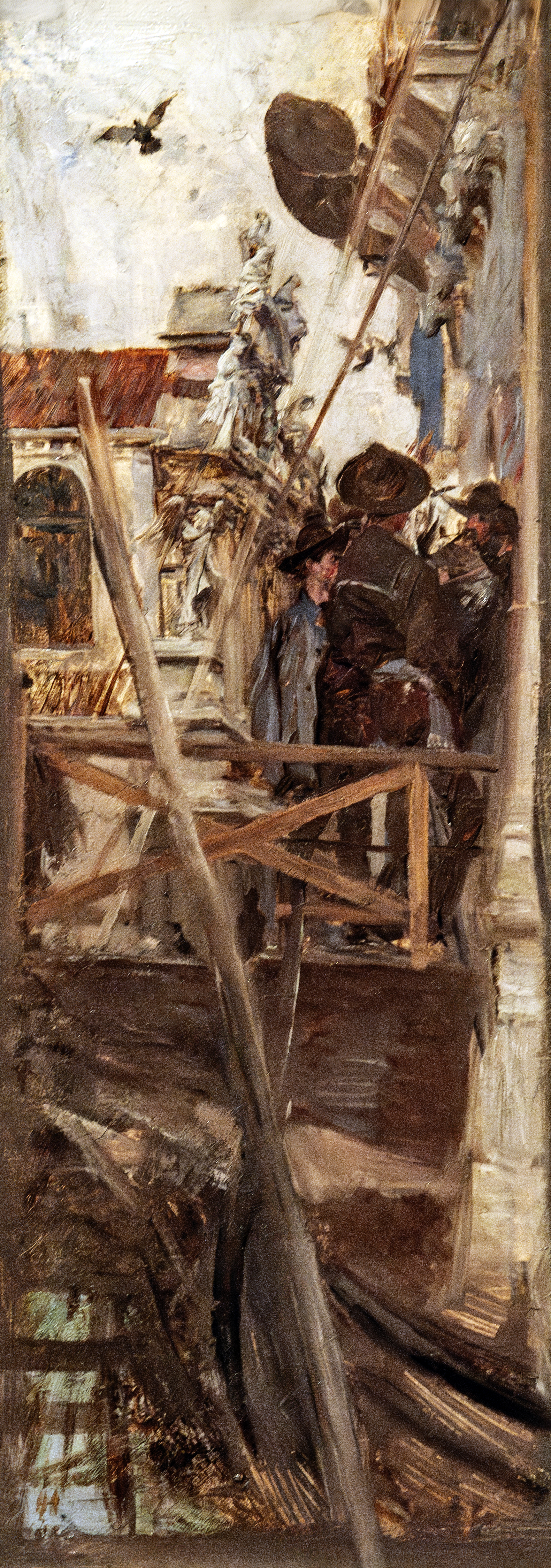
Chiesa di Santa Maria del Giglio, Venise, 1894.

L'année suivante, il séjourne à Venise. A son retour à Paris, il exécute au pastel de nombreux portraits des membres de la famille chilienne Subercacaseaux. Il peint le Portrait d'Emiliana Concha de Ossa en 1888, œuvre maitresse de sa carrière, marquant une évolution de son style, des dimensions utilisées et de ses influences ; le tableau est récompensé l'année suivante d'une Médaille d'or à l'Exposition universelle de Paris où Boldini présente douze portraits, signe de sa reconnaissance officielle en tant que portraitiste. Il préside la section italienne de cette même exposition. Sa production connait alors son apogée. Il participe ensuite à des expositions partout dans le monde.
En septembre 1889, il se rend en Espagne et au Maroc avec Degas, un peintre avec qui, comme déjà mentionné, il est lié par une estime affectueuse et mutuelle ; ils sont impressionnés par Diego Vélasquez, Francisco de Goya et les deux Tiepolo. Le 30 octobre, il est fait chevalier de l'Ordre national de la Légion d'honneur.
À cette époque, en pleine gloire il devient un portraitiste recherché, peignant artistes ou riches héritières. Grâce à ses qualités mondaines, il s'intègre au monde qu'il dépeint, cette société fin de siècle portant aux nues le culte de l'individu et le besoin de se distinguer, en particulier par le biais de la mode.
En 1890, il participe à la souscription pour l'acquisition de l'Olympia d'Édouard Manet par le musée du Louvre. Il adhère à la Société nationale des beaux-arts, présidée par Ernest Meissonier, qui se veut plus ouvertes aux idées nouvelles que la Société des artistes français.
En 1892, il séjourne en Italie pour réaliser un autoportrait à la demande de la galerie des Offices de Florence (Sargent en fait autant en 1907). En 1895, il participe avec le Portrait de Giovinetta Errázuriz Alvear et celui de Verdi à la première Biennale de Venise, dont il est membre du comité de patronage. En 1897, il peint le Portrait de James McNeill Whistler et expose au Salon le Portrait du comte Robert de Montesquiou. Fin novembre, il expose à New York chez Boussod, Valadon & Cie, sur la Cinquième Avenue et peint les portraits, entre autres notabilités, de Cornelius Vanderbilt et de Gertrude Vanderbilt Whitney. Il réalise ensuite le portrait de Marthe de Florian. À ce moment, son style est devenu indubitable.

#### Le tableau redécouvert en 2010

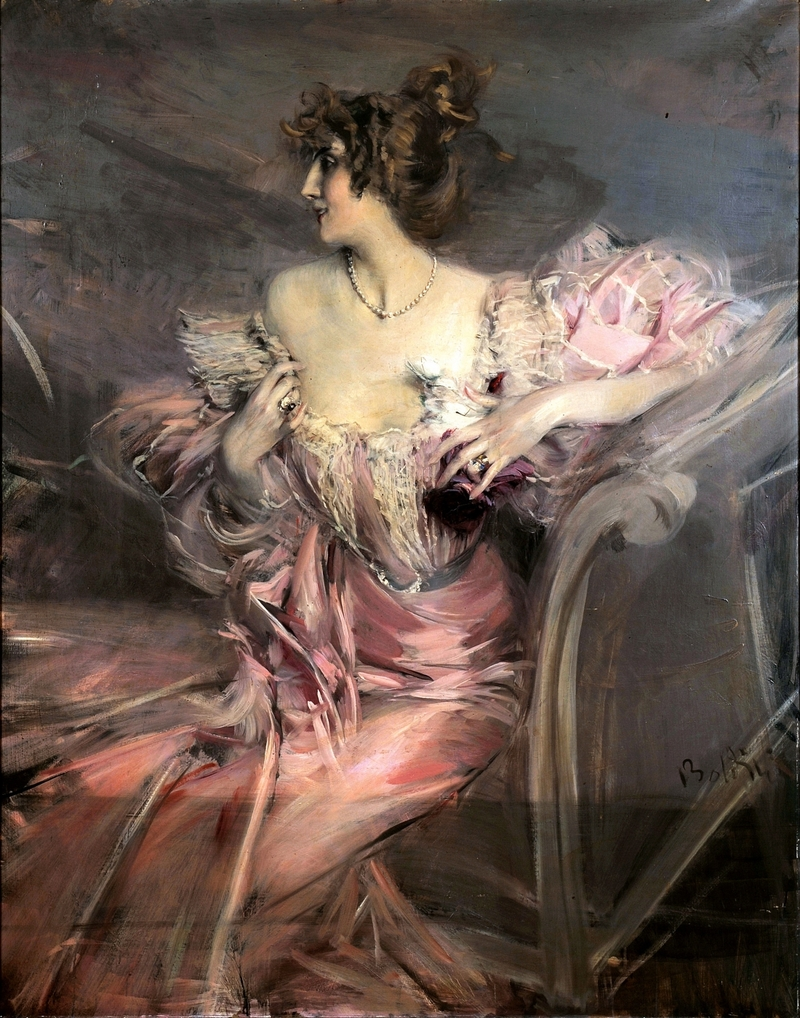
Le portrait de Marthe de Florian.

Le portrait de Marthe de Florian a été découvert en 2010 dans l'appartement dont avait hérité sa petite-fille Solange Beaugiron (1919-2010). L'appartement était resté inoccupé pendant près de 70 ans. Ce tableau, ni répertorié ni exposé, date des années 1900-1910. Il a été vendu aux enchères par l'étude Choppin de Janvry et associés à Paris à l'hôtel Drouot le 28 septembre 2010 pour 1,8 million €.

#### Après 1900

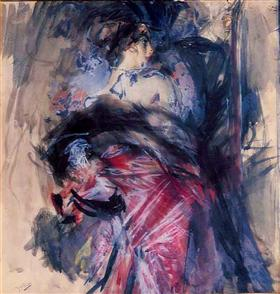
Scène galante, 1920.

La créativité de Boldini commence à décliner à la fin de la Belle Époque. En 1900, il fait la connaissance de l'illustrateur Georges Goursat, dit Sem, tout juste arrivé à Paris, avec qui il se lie d'amitié. En janvier 1901, la nouvelle revue Les Modes publie un article de Robert de Montesquiou dédié à Boldini, pour une série intitulée « Les Peintres de la femme » dont il est le premier de la série. Il continue néanmoins à voyager : en mars, il est à Palerme, où il peint le Portrait de Donna Franca Florio, exposé à la Biennale l'année suivante, qui « scandalise le mari du modèle qui impose des corrections moralisatrices draconiennes ».
En 1903, il se rend à Londres où il retrouve Alaide Banti, la fille de son ami Cristiano, qu'il souhaite épouser. Son projet échoue pour des raisons encore obscures aujourd'hui. Les années suivantes, il fréquente les fêtes données par Montesquiou, lors desquelles il rencontre les sculpteurs Medardo Rosso et Paul Troubetzkoy. Ses portraits, comme il en informe une cliente en 1910, valent alors de 30 000 francs à 50 000 francs pour ses grands portraits en pied.
Avec l'entrée de l'Europe dans la Première Guerre mondiale, Boldini s'installe d'abord à Nice, puis à Londres et enfin en Espagne et revient finalement à Paris en décembre 1918. Le 1er juillet 1918, il informe son frère Gaetano de son intention d'apporter son portrait de Verdi à Rome pour l'offrir au Museo Nationale. En 1917, il perd presque complètement la vue.
Les reconnaissances officielles se multiplient : en 1919, il reçoit le titre d'officier de l'Ordre national de la Légion d'honneur et le titre de Grand Officier de l'Ordre de la Couronne d'Italie.
En 1922, la mort de son ami Léon Bonnat à 92 ans l'affecte particulièrement. Bonnat lègue tous ses dessins au musée de Bayonne. Boldini confie alors à son ami Giovanni Baldi son désir de donner à Ferrare tout ce qui restera dans son atelier après sa mort : tableaux, aquarelles, dessins et mobilier. Jusqu'en 1923-1924, il produit nus, natures mortes, paysages de Venise, de Rome, de la province française, bien que son style « fleuri » et reflet de la Belle Époque ne fasse plus alors l'unanimité.
Boldini est sourd de l'oreille gauche. Il entretient toujours une correspondance avec Alaide Banti, sa « fiancée italienne » qui mourra en 1929, à laquelle il se plaint de sa vieillesse. Le 19 octobre 1929, à presque quatre-vingt-huit ans, le peintre épouse à Paris la journaliste italienne Emilia Cardona (1899-1977), bien plus jeune que lui, qui était venue l'interviewer pour la Gazzetta del Popolo de Turin trois années plus tôt.
Il meurt le 11 janvier 1931 à Paris, boulevard Berthier et, comme l'exigent les dispositions testamentaires, il est inhumé dans le cimetière monumental de la chartreuse de Ferrare. Le 7 mai de la même année, la galerie Charpentier inaugure une exposition rétrospective de son œuvre. Sa veuve, épouse l'année suivante le sculpteur Francis La Monaca. Une exposition posthume a lieu à New York en 1933. Le Time (magazine) écrit alors : « Il fut le peintre des soupers au champagne et des blouses en dentelle. Son art est aussi démodé que les guêpières. » Même si ses tableaux sont dans de grands musées, sa réputation reste fluctuante.
Ses événements biographiques sont également connus grâce à la Vie de Jean Boldini écrite par Emilia Cardona et publiée pour la première fois en 1931. En 1935, sa veuve donne à la ville de Ferrare un ensemble d'œuvres et de souvenirs du peintre, premier noyau du musée Giovanni Boldini.
Le succès de sa production de portraits de la maturité et sa décision de n'exposer pendant plus de trente ans, à de rares exceptions près, que des portraits, a entravé l'approfondissement de tous les aspects, divers et subtils, de son parcours professionnel. L'impressionnisme en vint à dominer l'historiographie de l'art au XIXe siècle, à tel point que, durant la majeure partie du siècle suivant, l'histoire de l'art conventionnelle a accordé peu de place aux peintres non qualifiés d'« impressionnistes », tels que Boldini, qui a fait carrière sans chercher à exposer au Salon, ni à les rejoindre.

## Caractère
Boldini est un dominateur. Prolifique et éclectique, il traverse et interprète différentes périodes, sans jamais renoncer à sa personnalité très affirmée. Il est désavantagé, non seulement par son physique ingrat, mais par son caractère acrimonieux et égoïste, auxquels s'ajoute une certaine avarice, malgré son succès commercial. Il souffre de son statut d'étranger, qui eut beaucoup d'influence sur sa réception en France.
Son désir d'affirmation est particulièrement marquant, tout comme sa constante aspiration à une aisance financière dont il considère que le destin l'a privé, son grand-père Giuseppe, médecin militaire attaché aux troupes de Napoléon, ayant connu une banqueroute patrimoniale, prenant au fil du temps une importance croissante, allant jusqu'à influencer ses choix artistiques. Très tôt, il planifie avec une extrême froideur ses succès professionnels et construit sa propre image publique.

## Style

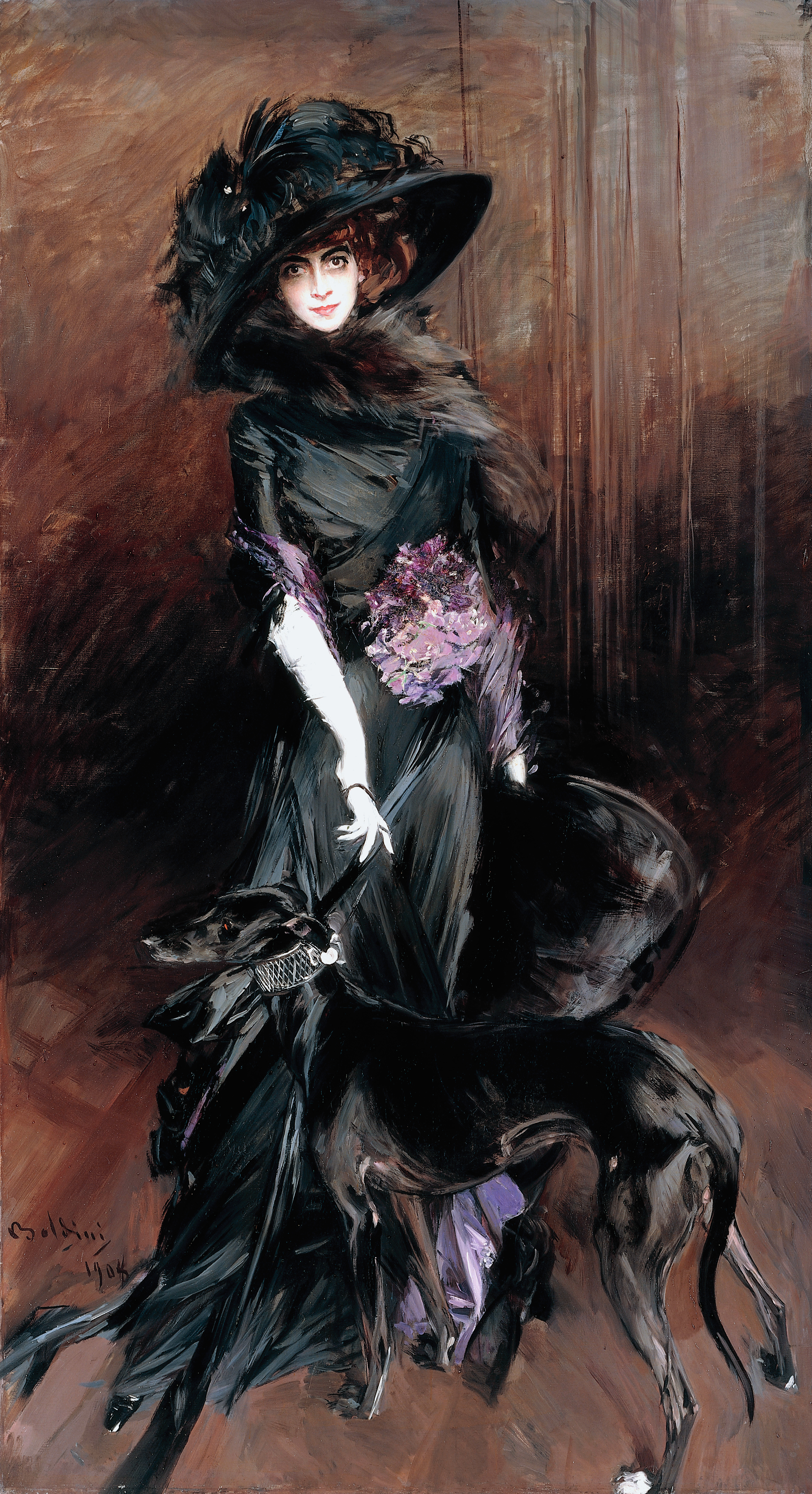
La marquise Luisa Casati avec un lévrier (1908), huile sur toile.

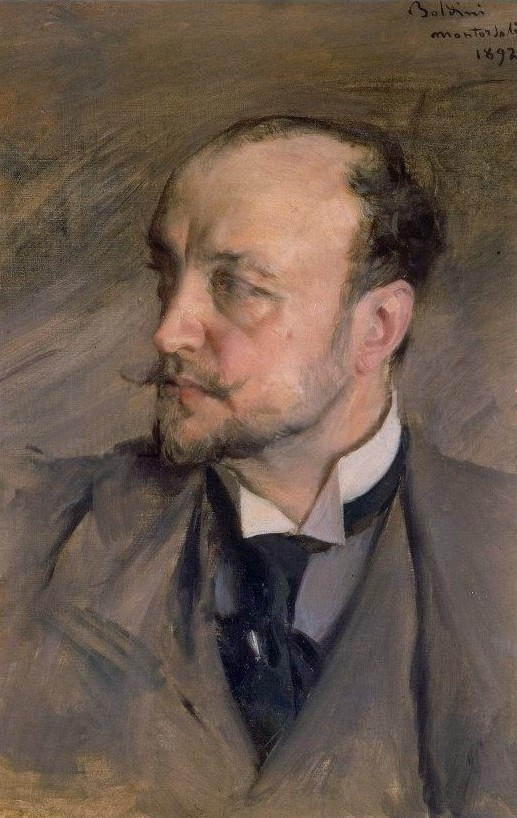
Autoportrait à Montorsoli (1892), Florence, galerie des Offices, corridor de Vasari.

L'éclectisme de ses créations et la versatilité de son flair créatif font de Boldini un peintre difficile à insérer dans les horizons étroits d'un courant artistique défini. Il faut donc affronter sa parabole artistique sans schémas préétablis, car elle s'épanouit et explose dans un laps de temps qui croise les expériences « Macchiaioli », le triomphe impressionniste et le style symboliste, et s'achève au début du XXe siècle, lorsque l'avant-garde historique domine déjà en Europe.
Attentif au goût et au marché de l'art, mais gardant toujours à l'esprit les objectifs qu'il s'est fixé, il change de genre et de style à plusieurs reprises, mais toujours en laissant une trace dans l'imaginaire de ses observateurs.
Après sa formation à Ferrare, au cours de laquelle le jeune homme nourrit des sympathies constantes envers le XVe siècle, sans dédaigner les solutions chaleureuses et sensuelles de la tradition bolognaise du XVIIe siècle, Boldini s'installe en Toscane et entre en contact avec les œuvres « Macchiaioli » de Giovanni Fattori, Telemaco Signorini et Cristiano Banti. Au contact des « Macchiaioli », les œuvres de Boldini commencent à se dérouler selon une ligne concise et abrégée, à l'instar des peintures de ses collègues toscans. Déjà peu de temps après, de profondes différences apparaissent entre la personnalité artistique de Boldini et celle des Macchiaioli qui aiment en effet reprendre la donnée naturaliste avec des coups de pinceau empreints d'un ensoleillement endogène, propres à donner vie à des tableaux statiques et rythmiquement équilibrés. Boldini, au contraire, évite les mesures posées et statiques des « Macchiaioli » et, s'immergeant dans la réalité d'une manière nouvelle, désinvolte et dynamique, imagine des compositions vives et électrisantes, opérant une dynamisation qui, avec son manque de scrupules nerveux, semble presque anticiper les futures adresses du futurisme par sa quête gestuelle du mouvement. En contraste flagrant avec l'approche « Macchiaioli », Boldini se consacre au portrait et préfère ne pas s'essayer au plein air. Les paysages, en effet, restent un témoignage rare dans son œuvre, et même s'ils sont présents, ils dénoncent ouvertement l'autonomie stylistique du peintre ferrarais par rapport à la lignée des « Macchiaioli ». Si l'exécution en plein air lui permet de capturer des impressions visuelles fugitives, comme pour La Machine de Marly (La Seine à Bougival) (vers 1876), Boldini retravaille ensuite longuement ses peintures en atelier, pour parvenir à la composition idéale.
De ces prémisses, il est immédiatement évident que la physionomie artistique de Boldini est articulée et complexe. Sa peinture est dynamique, subissant plusieurs changements stylistiques, souvent profonds. L'impétuosité et la violence de son trait ne cessent pas, même après son installation à Paris, ville à l'époque touchée par les innovations des impressionnistes, un groupe qui, malgré les diverses inhomogénéités de genre, transcrit la nature de manière sereine et « contemplative », toujours en plein air. Malgré l'engagement impressionniste, Boldini préfère se consacrer au portrait et rester à l'intérieur et, même lorsqu'il s'essaie à la représentation de vues urbaines parisiennes, il abjure cet idéal tranquille de la vie quotidienne prôné par certains de ses collègues (comme Giuseppe De Nittis) et préfère insérer des noyaux de déséquilibre et de dynamisme, comme les chevaux, ce qui lui offre le prétexte de mobiliser son pinceau le long de trajectoires rapides et mouvementées.
Au début, puis de manière sporadique dans les années 1870, Boldini s'adresse à une clientèle dont le goût a déjà été formé par d'autres peintres de la maison Goupil. L'aspect stylisé et le goût du pittoresque chez Boldini s'inspirent, entre autres, des scènes baignées de soleil, aux couleurs éclatantes et aux détails très poussé de Pasini, qui, en 1867, entre en relation avec Goupil. Les Espagnols Raimundo de Madrazo y Garreta, son beau-frère Mariano Fortuny, et Eduardo María Zamocois y Zabala l'influencent alors, à l'origine du disant « style Goupil » : des petits tableaux très travaillés, en général des panneaux de bois aux couleurs riches, montrant des élégantes dans un décor cossu ou en plein air, toujours des scènes de genre. Pendant la période dite « de Goupil », il doit en effet adapter son credo pictural aux besoins du marché et donc brusquement égaie ses lumières, embrassant ainsi le goût rétro d'une bourgeoisie qui aime les citations de Français du XVIIIe siècle dans la peinture. Une fois la collaboration avec Goupil suspendue, il approfondit sa recherche chromatique et se convertit à une palette plus sombre, sanguine, posée sur les harmonies de gris-argent, de bruns et de noirs. Contrairement aux impressionnistes, qui s’essaient exclusivement au plein air en considérant la nature comme le seul grand exemple à suivre, Boldini n’est pas disposé à renoncer à l’exemple des grands maîtres. À partir de 1884, il s'intéresse de plus en plus à la peinture du passé, qui tient une place majeure dans sa recherche. Il admire son contemporain John Singer Sargent, dont la peinture conjugue l'influence du Greco, d'Antoine Van Dyck et de Vélasquez. En août 1880, il voyage aux Pays-bas où il s'enthousiasme pour le œuvres de Frans Hals, dont il admire les noirs sur des fonds sombres, avec des blancs très forts, qui le convainquent de libérer davantage sa touche. Sa recherche passe également par les expérimentations techniques, notamment par l'usage de l'aquarelle, de la gravure et surtout du pastel dont le Portrait de Giuseppe Verdi à l'écharpe blanche et haut-de-forme est une magnifique manifestation.
À partir de 1879, l'approche de Boldini est essentiellement narrative et descriptive : la composition et le rythme priment sur la lumière et la couleur, à l'inverse de la peinture impressionniste. Son style se distingue par des cadrages brusques, des points de fuite multiples et la recherche de points de vue inhabituels pour accentuer le dynamisme des compositions. Ainsi se dessine peu à peu la manière distinctive de Boldini : fiévreuse, abrégée, « confiée tantôt au panache facile et presque à l'arrogance du signe, tantôt au raffinement des tons électriques et piquants ». C'est le style qui a rendu Boldini universellement célèbre : le peintre lui-même, une fois arrivé à une facture stylistique complètement autonome, est en effet loin de s'en détacher, sauf à maturité tardive où - grâce à la dissipation des énergies créatrices et à une confiance excessive dans ses propres capacités - il crée des œuvres qui répètent mécaniquement et faiblement certains schémas artistiques dont lui-même a déjà épuisé toutes les possibilités. Néanmoins, même dans cette toute dernière période, Boldini produit des peintures plus que valables, telles que les Vues de Venise de 1911 et le Portrait de Franca Florio de 1924.

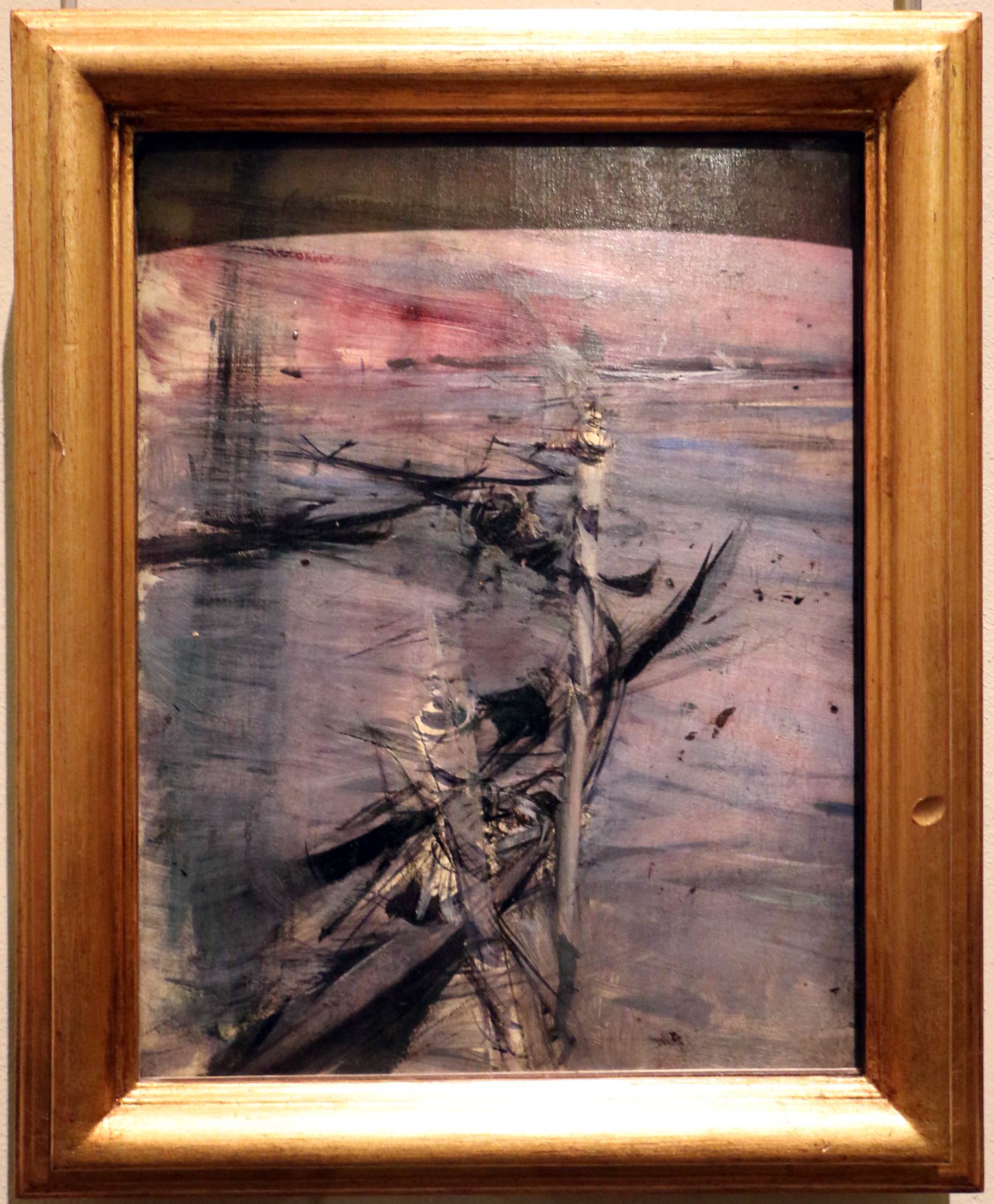
Marine à Venise, vers 1909.

Boldini maîtrise à merveille la qualité et la luminosité de sa palette, quelle que soit la technique qu'il mobilise. Le pastel qu'il commence à utiliser à partir de 1886 lui permet d'obtenir une brillance qui exalte les étoffes, les carnations ou les pétales de fleurs. Avec la peinture à l'huile, il privilégie les touches fluides, nerveuses, apposées à l'aide de gestes dynamiques. L'aquarelle donne lieu à des compositions où prime la couleur, faisant éclater à elle seule l'émotion. Toutefois, les paysages crépusculaires de Venise sont marqués par la décadence et le passage irréversible du temps où est perceptible un frémissement mélancolique.
Comme pour Marcel Proust, le détail vestimentaire occupe une part substantielle dans ses descriptions ou évocations psychologiques et sentimentales. Il s'agit pour Boldini de mettre sa virtuosité au service de cette nouvelle sensibilité décadente, avec un cadrage souvent identique de la figure qui réduit au maximum le rapport de celle-ci avec son environnement et les objets alentour.
Dans certains tableaux, Boldini renonce à toute profondeur. La matière picturale s'allège et se déploie dans un plan en deux dimensions, parallèle à la surface de la toile. Malgré ces incursions modernes, voire modernistes, Boldini se tient éloigné des avant-gardes du début du XXe siècle, futurisme, fauvisme, expressionnisme ou cubisme, qu'il voit naître puis décliner. L'art boldinien, avec ses formes allongées, ses touches fluides et ses compositions dynamiques, est à la fois classique et moderne, immédiatement saisissable dans toute sa puissance visuelle.
Son impressionnante virtuosité et ses qualités techniques indiscutables lui valent le surnom de « Paganini du pinceau ». Le raffinement extrême et l'esthétisme exacerbé de sa manière sont à la fois le miroir d'une époque flamboyante, le fruit et le symbole du lien entre l'artiste et le contexte culturel au sein duquel il travaille et dont il est l'interprète sensible, et parfois ironique.

## Portraits

### Aspects généraux

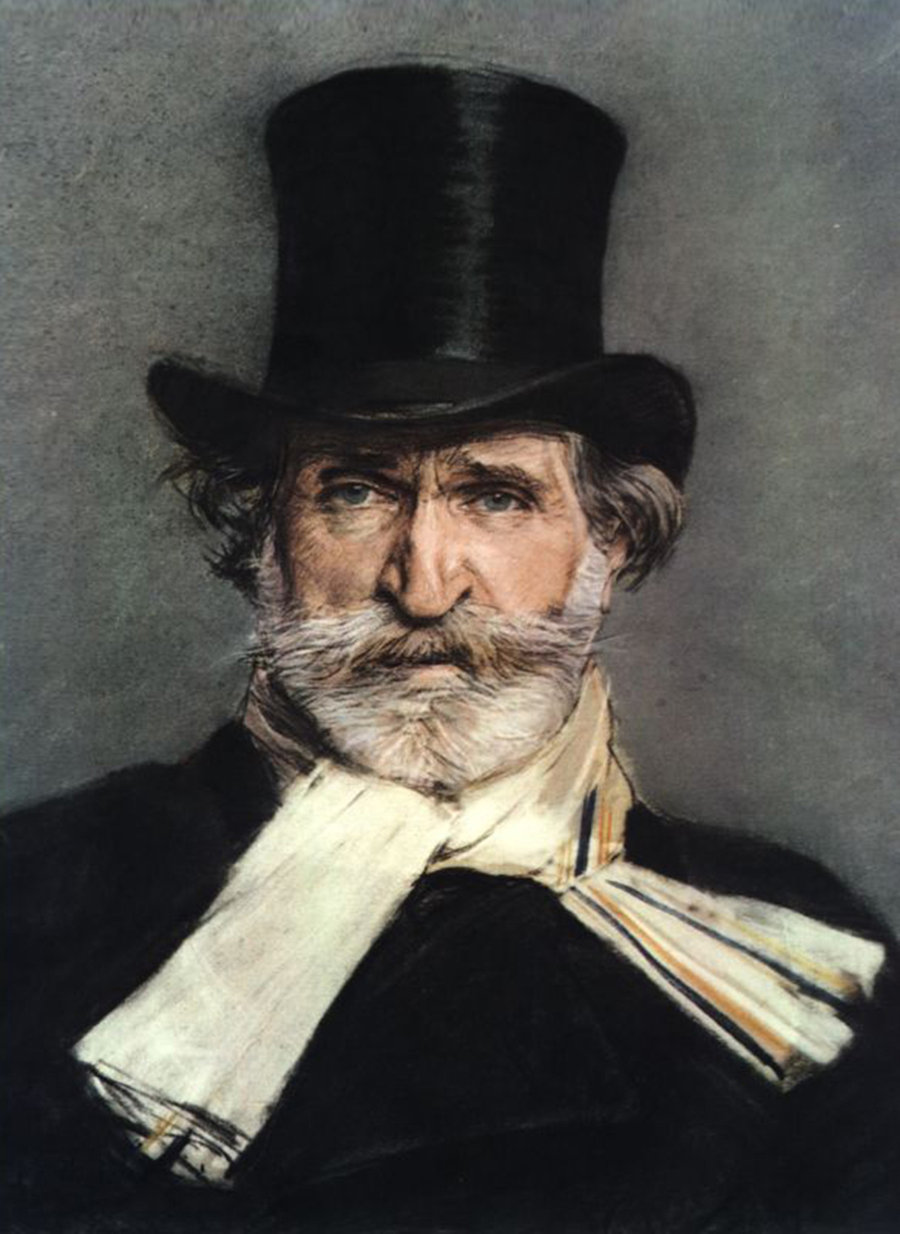
Portrait de Giuseppe Verdi (1886) ; pastel sur carton, Galerie nationale d'art moderne, Rome.

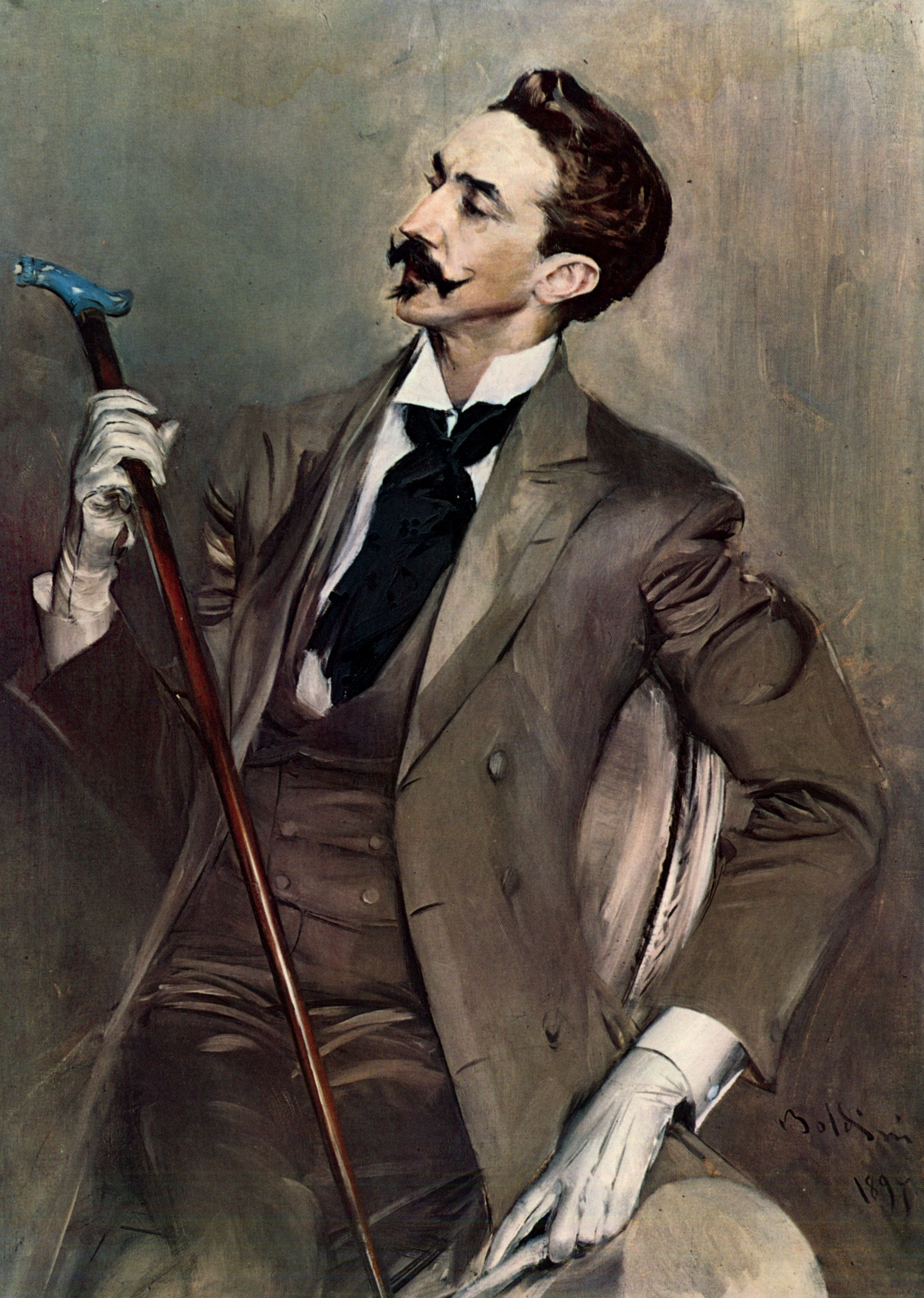
Portrait de Robert de Montesquiou, 1897, huile sur toile,, Musée d'Orsay, Paris.

Le genre pictural qui a donné le plus de renommée et de prestige à Boldini est sans aucun doute celui du portrait.
A Florence, il invente une nouvelle manière de portraiturer ses amis et ses commanditaires sur des tableautins caractérisés par la fraîcheur d'un naturalisme qui rompent avec l'académisme. Dans les années 1880, il multiplie les études et les voyages, toujours à la recherche de sa propre dimension artistique, tenté par les recherches des artistes « indépendants », se concentrant sur d'audacieuses expérimentations d'effets de lumière et de compositions dynamiques, pour aboutir à l'élégance suprême de ses portraits mondains, dont la formule est cependant le fruit des maintes expériences et d'une vaste culture picturale. Les connaissances de Boldini vont de Jean-Auguste-Dominique Ingres aux écoles hollandaise, flamande et espagnole du XVIIe siècle, de la grande école du portrait anglais, illustrée par Joshua Reynolds et Thomas Gainsborough, aux maitres italiens, dont Le Bernin qui, à travers la fusion de la commémoration et de la vie, a forgé une nouvelle conception du portrait qui éternise le modèle tout en le saisissant dans un instant éphémère, portée novatrice bien comprise par Boldini.
Sur le chevalet de ce peintre italien de Paris se succèdent des clients de cafés, des passants dans la rue, mais surtout les noms les plus en vue de la belle société parisienne et internationale : les aristocrates du monde entier rivalisent pour offrir leurs visages à Boldini. Le peintre, en revanche, s'est pleinement inséré dans le tissu social parisien et a su assidûment consolider sa notoriété grâce à un travail inlassable (il travaille du petit matin jusqu'à tard le soir) et une prédisposition naturelle à tisser des liens sociaux fructueux et durables, en particulier avec ceux qui se sont présentés comme des clients potentiels. Giacomo Puccini, Guglielmo Pampana, Victor-Emmanuel II, Vincenzo Cabianca, William Seligman, Sir Albert Kaye Rollit, Leopoldo Pisani, Robert de Montesquiou ne sont que quelques-uns des personnages illustres qui ont fréquenté l'atelier de Boldini, qui, précisément dans les portraits, s’engage dans des recherches esthétiques profondément innovantes et modernes, sous le signe d'une liberté d'expression pleine et fructueuse,.
Le Portrait de Giuseppe Verdi à l'écharpe blanche et haut-de-forme mérite une mention spéciale, expression de la période la plus heureuse et la plus mûre de Boldini, et peut certainement être placé au sommet de l'iconographie du compositeur.
Boldini est bien conscient de l'incohérence morale et des contradictions qui serpentent dans la vie mondaine parisienne et, pour cette raison, il aime jouer avec la fonction que le portrait officiel doit remplir : mettre en valeur la personne dépeinte avec une exaltation de ses qualités intellectuelles et morales. L'objectif de l'artiste est de saisir et de mettre en évidence les particularités de l'âme humaine et pour cette raison, il n'hésite pas à laisser émerger la personnalité des sujets représentés sur la toile à travers des regards fugaces et éloquents, ou en ajoutant des détails capables de dire indépendamment une histoire. Il renie les poses statiques et rigides et, par un savant phrasé volumétrique et perspectif des gestes et attitudes des sujets, préfère cristalliser leurs corps en mouvement, restituant ainsi des images dynamiques et électrisantes.
Il émane des portraits boldiniens une puissance expressive remarquable qui tente de saisir l'instant fugace « irremplaçable, plein d'intensité qui arrive à une action passée et annonce l'avenir de la suivante », et de le consigner dans l'immobilité réflexive de l'art : de l'avis du peintre, en effet, la vie est ici et maintenant et doit être appréciée dans toute son exubérance. Dans ses œuvres, Boldini se laisse envahir par la joie de vivre avec une capacité si irrépressible qu'elle a fait s'exclamer le photographe Cecil Beaton : « Boldini a su transmettre au spectateur la joie inspirée par les absurdités qu'il a dépeintes : même le plus insupportable de ses portraits révèle un plaisir immense ! »,. Boldini réalise cette poétique avec d'importants dispositifs stylistiques : il tend, par exemple, à opérer un processus de synecdoque pour lequel seuls quelques fragments sélectionnés de la réalité totale sont peints sur la toile. Ses coups de pinceau considérablement allongés qu'il utilise dans ces portraits - masculins et féminins - servent plutôt à immobiliser les mouvements du représenté dans le temps, qui, en raison de leur légèreté, ne semblent apparaître que momentanément aux yeux de l'observateur, presque comme si le moment pourrait disparaître : les portraits de Boldini sont animés d'un dynamisme galvanisant. Le canon boldinien se reconnait aussi à la ligne serpentine issue de la tradition maniériste, aux postures déséquilibrées des figures et à leur allongement parfois artificiel, qui évoque certaines exagérations et déformations des portraits féminins d'Ingres.
Les qualités le plus souvent mentionnées dans les jugements portés sur Boldini, y compris ceux de ses collègues, sont une capacité d'observation des plus perspicaces, une stupéfiante rapidité d'exécution et une facilité désarmante d'assimilation de styles, de techniques et des genres très éloignés les uns des autres.
Son traitement de la lumière, ses tons contrastés rappellent directement l'éclairage électrique. Les portraits photographiques se sont généralisés à la fin du siècle, mais ils ont tendance à immobiliser les corps, à figer les regards, tandis que Boldini les anime par son pinceau et ses couleurs. Il parait surtout vouloir restituer l'effet de la vitesse et du mouvement cinématographique par des formes animées surprenantes. Les visages sont souvent peints avec minutie, comme un point fixe autour duquel s'agitent des coups de pinceau lâches. Il met au point un langage figuratif exubérant, avec une touche toujours plus impétueuse qui doit traduire visuellement le déploiement de l'action dans le temps.
Le pastel est pour Boldini un art à part entière, qu'il utilise au service des portraits de grandes dimensions.
À partir des années 1890, Boldini s'impose comme l'un des portraitistes les plus recherchés d'un certain milieu social, ses grands portraits livrant surtout à la postérité, outre les princesses et les demi-mondaines, les épouses de riches industriels et financiers, mais aussi comme l'un des peintres qui inspirèrent le plus les générations suivantes de stylistes, de photographes et de costumiers.

### Portraits féminins

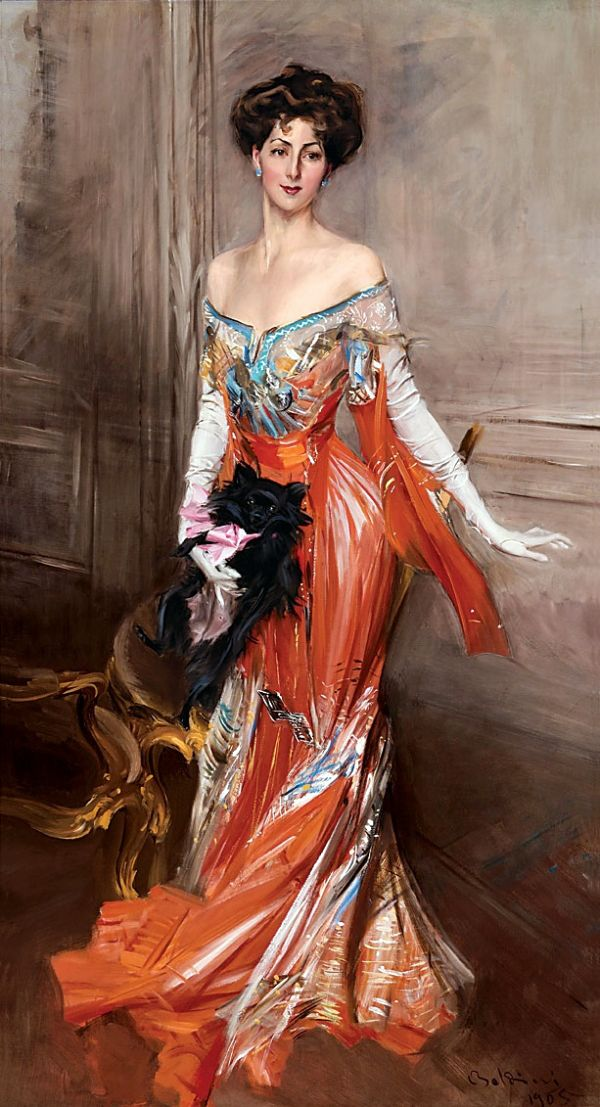
Portrait d'Elizabeth Wharton Drexel, 1905, huile sur toile,, The Elms (Preservation Society of Newport), Newport, Rhode Island, États-Unis.

Les femmes sont les véritables protagonistes et, dans un certain sens, aussi la « flamme » incontestée du portrait boldinien. Homme au charisme puissant et magnétique, Boldini a su séduire les femmes les plus attirantes de la belle société internationale et, devenant l'interprète de cette joie de vivre exubérante qui a valu le nom rêveur de Belle Époque pendant toute une période historique, il les dépeint avec une cupidité presque méphistophélique. Des centaines de charmantes femmes ont défilé sur les fauteuils de style Empire de l'atelier de Boldini : les noms illustres de Consuelo Vanderbilt, duchesse de Marlborough, l'épouse de Jules-Louis Veil-comtesse de Leusse, l'actrice Alice Regnault, la baronne Donna Franca Florio et la marquise Luisa Casati figurent dans le répertoire des « divinités » les plus célèbres — c'est le terme inventé par Boldini pour désigner ses muses.
Boldini n'hésite pas à rehausser la beauté physique du portrait. Il sort ses muses de la condition de la vie quotidienne ordinaire à laquelle les destinait la peinture réaliste et les transforme en divinités terrestres spectaculaires, se faisant ainsi le chantre d'une splendeur absolue et intemporelle. Cette transfiguration esthétique s'accompagne cependant d'une soigneuse introspection psychologique. Il aime viscéralement ses femmes et, dans ses portraits, il sait révéler les parties les plus intimes de leur personnalité, laissant entrevoir cette part d'ombre liée aux aspirations retenues, aux sentiments cachés, à ceux les plus authentiques et aux pulsions déchirantes, plus ou moins réprimées au nom de l'hypocrite morale bourgeoise. L'inextricable univers féminin souterrain émerge dans ses portraits : l'œil de l'observateur, d'abord trompé par la beauté captivante de la « divinité », parvient ainsi à dépasser l'extériorité de la chair et des vêtements élégants et à en saisir l'essence intime, voyant ainsi un large spectre de caractère dans lequel émergent non seulement la luxure et la désinhibition, mais aussi la détermination, la fierté, la délicatesse, l'énergie et la fragilité. L'artiste ne se limite cependant pas à « jouer sur les cordes de la sensibilité féminine », mais capte aussi le féminisme d'un nouveau climat social, où les femmes, acquérant enfin visibilité et légitimité (et parfois même un certain prestige), commencent à exhiber leurs exquises particularités féminines avec plus de conscience et de fierté et sans fausse modestie d'aucune sorte. Elles apparaissent splendides, longilignes, élégamment vêtues d'un assemblage de satins, de soies, de taffetas, et saisies dans des poses affectées et théâtrales. Le peintre les représente sur de grandes toiles couvertes d'énergiques et larges coups de pinceau, avec leurs lèvres entrouvertes, leurs regards vifs, leurs corps hardiment exposés et animés d'une resplendissante vitalité nerveuse. Boldini est un interprète magistral de cette féminité retrouvée et donne une nouvelle dignité à un hémisphère féminin désormais désireux d'échapper aux schématisations mentales bourgeoises rigides et mystifiantes, fonctionnelles uniquement à leur vision classiste du monde. Dans les portraits boldiniens, cette soif d'émancipation se définit comme une image en miroir du vêtement de la « divinité » qui y est représentée. En parfaite harmonie avec le mythe de la femme fatale si répandu à la Belle Époque, Boldini habille ses muses de vêtements sinueux et raffinés qui « célèbrent l'élancement retrouvé des corps et conviennent aux multiples activités et libertés qui, en violation du passé, ne sont plus fermées aux femmes ».
Boldini impose son propre regard, parfois féroce, à sa clientèle. Plusieurs portraits scandalisent leurs commanditaires, comme l'entrepreneur sicilien Ignazio Florio Jr., choqué de voir sa femme représentée  comme une cocotte parisienne. Certains d'entre aux, comme le Portrait de Rita de Acosta Lydig assise, le Portrait de Mlle Lantelme ou celui de La Marquise Luisa Casati avec des plumes de paon, révèlent par la peinture la vanité, la névrose, parfois même la perversion des modèles.

### Portraits masculins

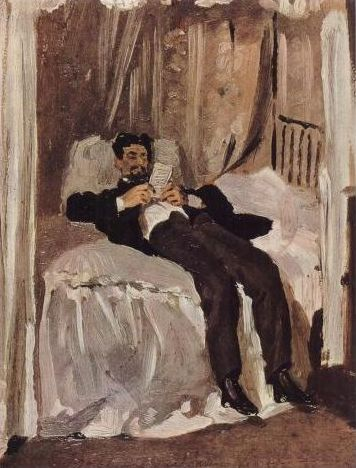
Portrait du peintre Cabianca, 1863.

Entre 1864 et 1871, les modèles de ses premiers portraits masculins appartiennent pour la plupart au cercle d'amis que Boldini s'est constitué à son arrivée à Florence, notamment parmi les macchiaioli, la plupart artistes et peu préoccupés par leur apparence physique. Les poses sont souvent décontractées. Dans certains cas, le costume masculin vu par Boldini prend une valeur expérimentale en se réduisant à des taches noires, grises et blanches, qui, posées de manière énergique et synthétique, présentent des similitudes avec la peinture des macchiaioli. Cette période se caractérise par une intensité d'expression dont on ne retrouve aucune équivalence dans la peinture italienne de l'époque, mais qui s'inscrit dans le questionnement sur la « modernité », qui agite alors les milieux parisiens.
Dans ses tableaux de la place Pigalle, Boldini campe des silhouettes masculines se réduisant à une tache noire. À partir des années 1870-1880, ses œuvres témoignent d'une incontestable porosité avec le milieu impressionniste. Puis, à la fin des années 1880, certain de sa vocation de portraitiste, Boldini réoriente la pratique de son art en accordant une attention plus soutenue au corps, et partant, à la pose et au vêtement. Le format de ses tableaux s'accroit sensiblement. Désormais, c'est l'apparence, saisie dans sa globalité, qui révèle une individualité et une tournure d'esprit, caractéristiques d'un type et d'une époque. Pour parvenir à ses fins, le peintre cadre étroitement son modèle et utilise un fond neutre accentuant le caractère iconique de l'effigie, déjà suggéré par un éclairage venant de l'arrière. Les portraits masculins témoignent d'une grande stabilité ; les modèles sont les membres de la grande industrie, de la haute finance, de la magistrature, des Américains du Nord et du Sud.
Par le refus de l'évocation du cadre de vie du modèle et de tout effet pittoresque au profit d'un seul fond neutre, par le choix d'une pose en accord avec les spécificités de la silhouette et la manière de porter le costume moderne, par l'attention spéciale accordée au port de tête, au visage, et aux mains, libres ou en prise avec les accessoires de la vie quotidienne, Boldini produit des portraits permettant de pénétrer au sein de la société de la Belle Époque. Ces image sont riches d'enseignement pour l'étude de l'élégance masculine à une époque où la notion de gentleman se substitue à celle de gentilhomme.

### Autoportraits

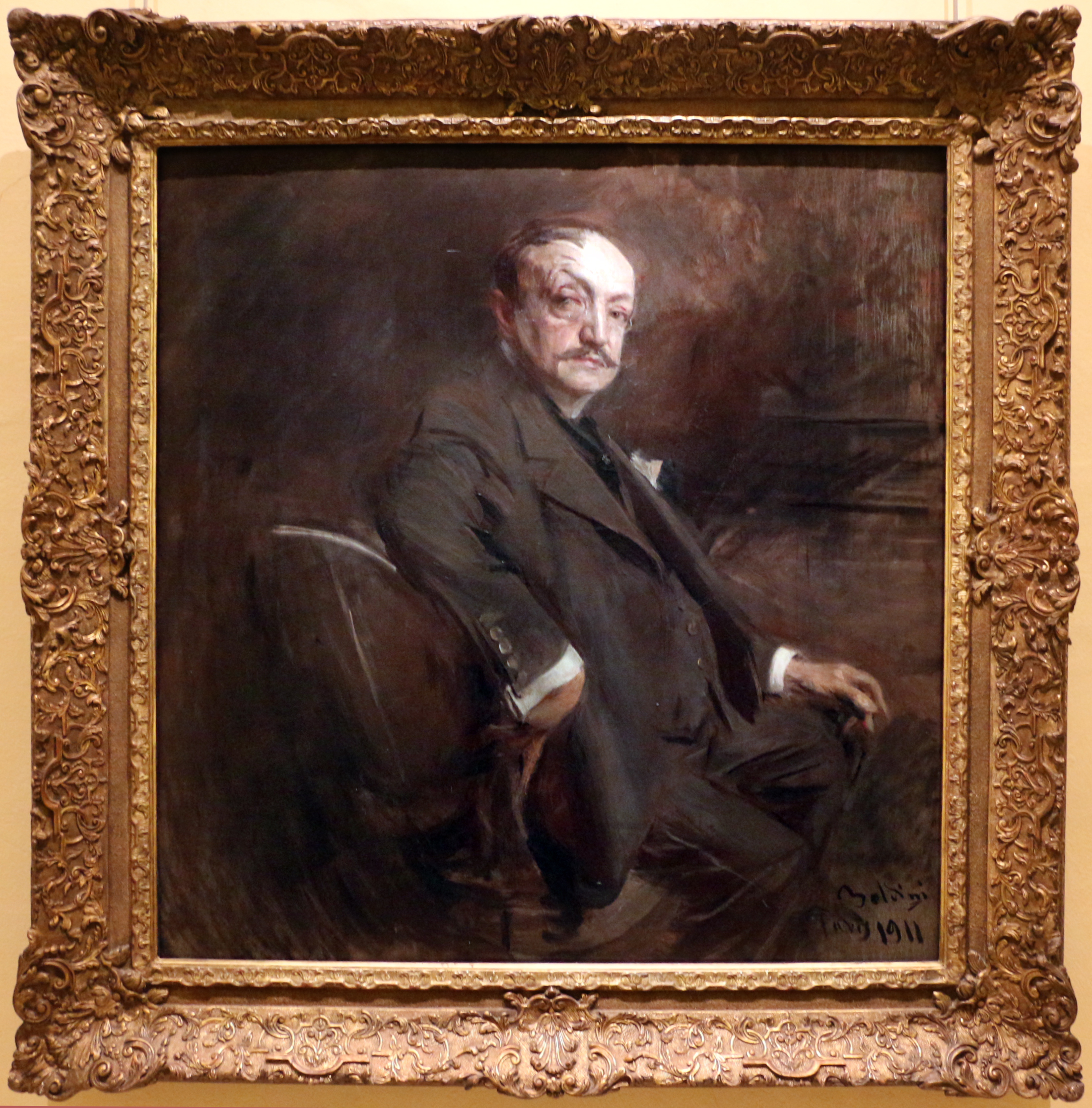
Autoportrait à soixante-neuf ans, 1911.

Boldini peint son premier autoportrait très jeune, en 1856. Conforme aux préceptes de la tradition, aussi bien dans le style que dans la composition, il y apparait coiffé d'un béret de peintre et tenant à la main une palette, devant un arrière plan neutre.
Il réalise son deuxième autoportrait, Autoportrait de l'artiste observant un tableau, vers 1865, où il se montre sous les traits d'un jeune homme élégamment vêtu, dans le cadre d'un intérieur bourgeois de Florence. Il se présente comme un connaisseur concentré sur l'examen d'une peinture, l'air sûr de lui. Au milieu de meubles anciens et de tableaux modernes, rendus d'une touche rapide par de larges « taches » de couleur, il s'affiche les jambes écartées, bien plantées au sol, soulignant la fermeté et la détermination d'un artiste ne doutant ni de ses compétences ni de son avenir.
Dans Scène de fête au Moulin-Rouge (vers 1889), Boldini se serait amusé à insérer, au premier plan, un buveur aux traits semblables aux siens.
Réalisé sur demande du directeur de la Galerie des Offices, l'autoportrait de 1892 est de caractère officiel et destiné à être exposé au public. Boldini réalise de nombreuses études préparatoires qui précèdent la version définitive de cette œuvre consacrant l'obtention d'une notoriété internationale d'un artiste jugé digne d'occuper une place au sein de la célèbre collection du Corridor de Vasari.
Dans son Autoportrait à soixante-neuf ans daté de 1911, Boldini se représente dans son atelier parisien du boulevard Berthier. Sa silhouette corpulente se détache sur un arrière-plan indistinct, tracé à coups de pinceau énergiques et sommaires. Assis sur une chaise Louis XVI, composante de la décoration de sa maison-atelier où il a souvent fait poser ses modèles, il semble se retourner à l'arrivée inopinée d'un visiteur et adresser à celui-ci un regard scrutateur filtré par son pince-nez, dans une attitude fière et méprisante. Le peintre se décrit sans indulgence excessive. La gamme chromatique, composée d'une symphonie de tonalités brunes, rehausse son visage replet et rosé, sa grosse tête chauve et ses mains nerveuses ; elle évoque la palette des maitres espagnols et hollandais du XVIIe siècle que Boldini admire et a étudié. Son attitude rappelle l'un des deux autoportraits au pastel que Jean Siméon Chardin avait exposé de manière provocatrice au salon de 1771 : Boldini, comme lui, y offre l'image d'un peintre sûr de lui, conscient de sa fonction, qui domine encore la scène artistique parisienne et internationale.

### Berthe
Berthe, dont on ignore le nom de famille, rappelle la Manette Salomon des frères Goncourt. Avec son visage doux, son regard pur et son innocence mêlée de sensualité, elle incarne la beauté en apparence ingénue des bergères du XVIIIe siècle, dans la lignée des peintres rococo. Elle est la figure de dizaines de tableaux de Boldini : posant avec son panier sur un banc dans Sur un banc au bois, promenant son caniche à la campagne dans Promenade matinale, ou encore palpitante dans l'attente de son amant en se penchant à la balustrade d'un jardin dans Berthe à la campagne.

## Boldini et la mode

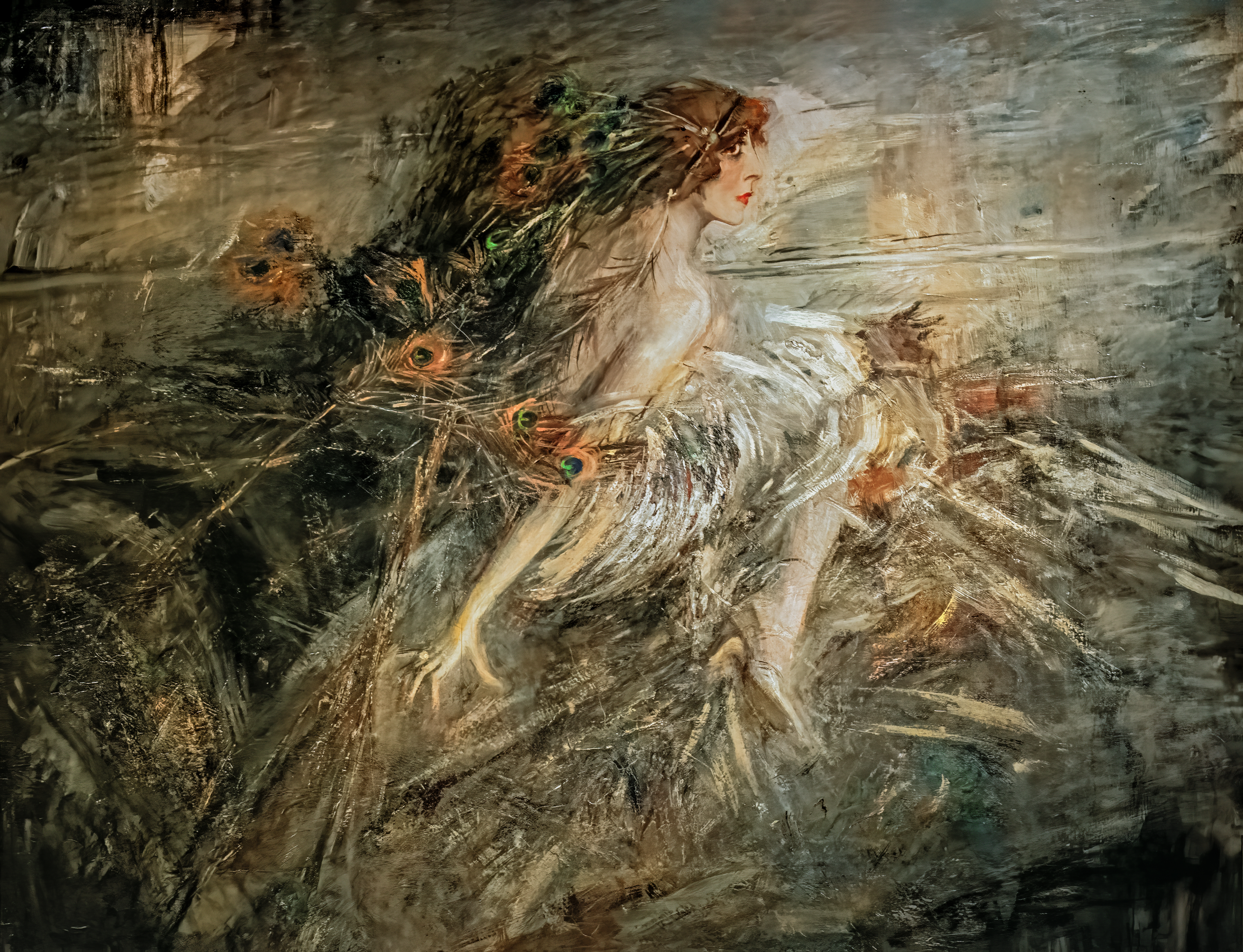
La Marquise Luisa Casati avec des plumes de paon (1914), Rome, galerie nationale d'Art moderne et contemporain.

L'habillement avait été en France au cœur des débats politiques et religieux dans les deux derniers siècles de l'Ancien Régime. Au XIXe siècle, il est sujet de réflexion chez tous les grands écrivains. En 1830, Honoré de Balzac publie dans le journal La Mode un feuilleton intitulé Traité de la vie élégante, demeuré inachevé et essentiellement théorique qui confère un statut philosophique à l'élégance. Il introduit, suivi par Jules Barbey d'Aurevilly et Charles Baudelaire, le thème du dandysme. A la fin du siècle, dans une société de plus en plus mobile et composite, la noblesse, qui ne peut plus que compter sur son prestige héraldique et sa supériorité en matière de goût et de style, constitue toujours la référence à atteindre, mais n'est plus un but inaccessible. Pour asseoir son réseau de relations, Boldini s'empresse de fréquenter les lieux obligés du snobisme pour observer de près les rituels des gens à la mode, en premier lieu le bois de Boulogne où se retrouvent cavaliers et amazones le matin et l'élite et le demi-monde en fin d'après-midi, notamment les grandes cocottes vêtues à la dernière mode. Dès son arrivée à Paris, le peintre prend acte de la place centrale que les femmes occupent dans la vie sociale de la capitale et suit attentivement l'évolution de leurs goûts et de leurs habitudes.
À la fin du XIXe siècle, Paris, foyer de l'avant-garde, est aussi la capitale de la mode qui impose des innovations permanentes à la littérature et à l'art. Dans le premier numéro de la revue Les Modes créée en janvier 1901, Boldini est consacré « peintre de la femme ». Loin d'être simplement un peintre à la mode, celui-ci dicte la mode. Les femmes les plus célèbres de l'époque défilent dans son atelier. Boldini choisit directement dans leur garde-robe les tenues qu'elles portent dans leur portrait, souvent des créations prestigieuses signées des plus grands créateurs, propres à magnifier leur élégance.
Cependant, en peignant les corps dans des contorsions serpentines, Boldini bouleverse les lignes des robes, des éventails et des bijoux, les rendant méconnaissables. Dans ses portraits, le verticalité domine, les lignes s'étirent, parallèlement à la mode du début du XXe siècle où les corps féminins, moins dissimulés qu'auparavant ont tendance à être plus minces. Il crée un archétype auquel toutes les femmes cherchent à correspondre. Les détracteurs de l'époque l'accusent de décliner toujours la même formule, avec le style standardisé qui lui assure son succès.
Robert de Montesquiou reconnait à Boldini le talent suprême d'avoir su rendre dans ses portraits l'essence même de la « Parisienne », synonyme pour le comte d'« Universel féminin » en même temps que de modernité.

## Atelier, vues d'intérieur et natures mortes

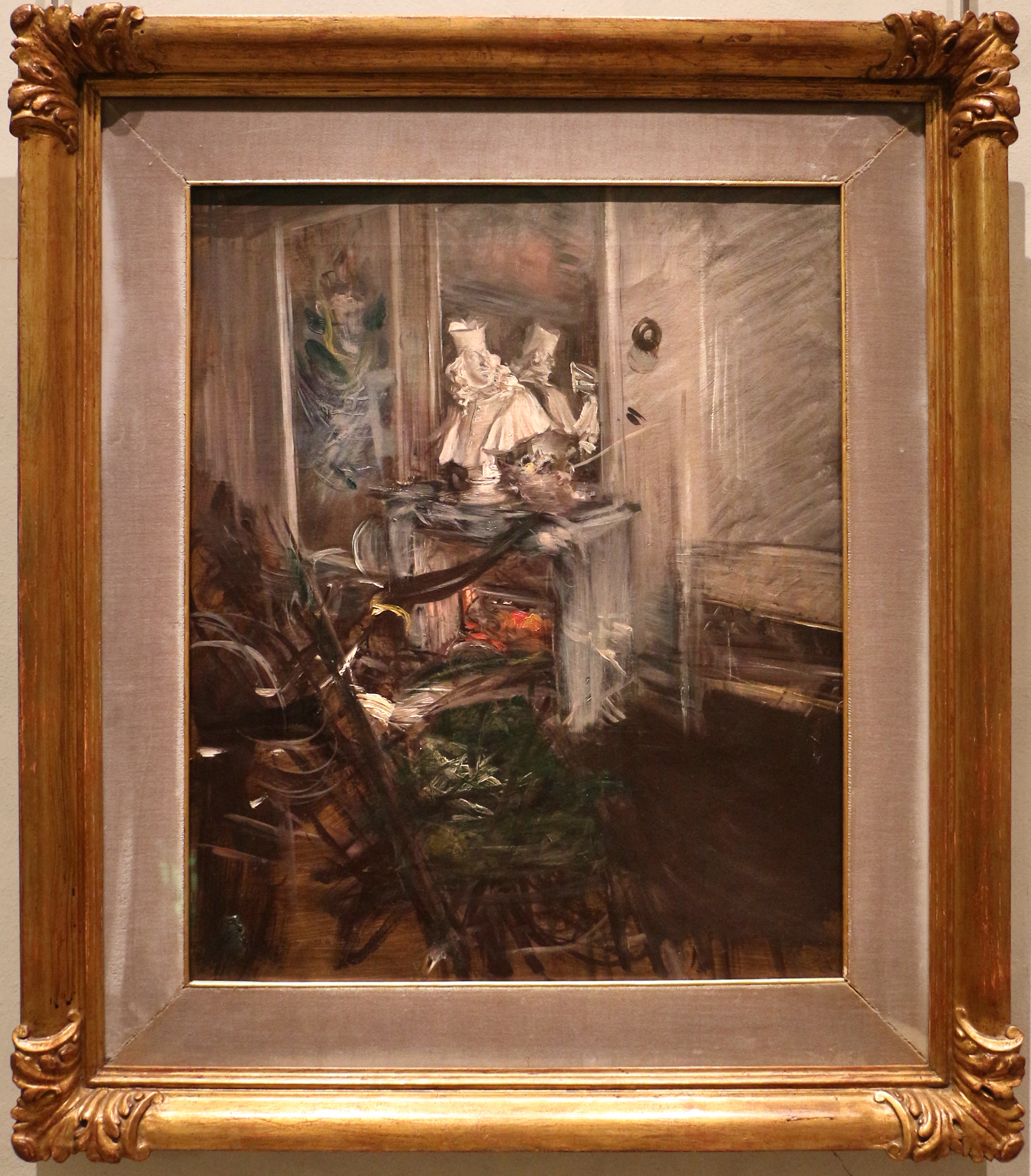
Le « Cardinal » du Bernin dans la chambre du peintre, vers 1899.

En 1886, Boldini reprend l'atelier de John Singer Sargent situé au 41, boulevard Berthier, dans le quartier de la Plaine-de-Monceaux. D'abord un espace de vie, de création, de sociabilité, peuplé des meubles et des objets dont Boldini aime s'entourer, l'atelier devient le sujet d'une série d'œuvres de l'artiste. Au début des années 1880, il est montré comme un lieu de rencontre avec ses amis (Les Deux Amis) ou le cadre de soirées musicales (La Cantatrice mondaine), puis Boldini le peint en y mettant en abyme ses propres tableaux (Femme en noir observant le « Pastel blanc »). À partir de 1890, il le représente de plus en plus souvent pour lui-même, avec ses ustensiles (Un coin de la table du peintre) ou ses tableaux posé à même le sol (Intérieur de l'atelier avec le « Portrait du petit Subercaseaux »). Le peintre demande presque toujours à ses modèles de venir poser dans l'atelier où il répète inlassablement les mêmes mises en scène. Les figures sont isolées dans un espace fermé, quelques touches rapides permettent de faire illusion à un espace réel qui se limite en général à un détail.
L'intérêt de Boldini pour les vues d'intérieur remonte aux années 1890, à l'époque où il décide de revenir aux portraits. La présence fréquente de tableaux de l'artiste, dont quelques grands portraits iconiques, permettent à minima la fixation d'une datation terminus post quem. Les compositions des natures mortes les plus intéressantes sont consacrées aux objets dont Boldini fait un usage personnel, ou pour lesquels il nourrit une affection particulière, en particulier le buste du cardinal de Médicis sculpté par Le Bernin, qui apparait sous la forme d'un moulage en plâtre de l'original conservé au musée des Offices à Florence, qu'il avait demandé en 1892 en échange de son autoportrait.
Ces vues ont notamment pour source d'inspiration Diego Vélasquez, que Boldini découvrit au cours d'un voyage en Espagne avec Degas en 1889, et parmi ses contemporains, Édouard Manet, Alfred Stevens (peintre belge), « inventeur » de l'intérieur bourgeois de l'époque, et l'Allemand Adolph von Menzel. Ce sont des genres sont la diffusion au cours du XIXe siècle est liée à l'expansion d'une bourgeoisie qui perçoit en eux les reflets des signes matériels et des symboles de sa propre affirmation, l'incarnation de valeurs auxquelles Boldine adhère en raison de son extraction (il connait lui-même une belle ascension sociale) et de son tempérament.
L'« environnement » des portraits, en particulier leur prédilection pour les décors domestiques familiers, remonte au milieu des années 1860, à l'époque où Boldini vit à Florence, encore proche du groupe des macchiaioli. Il présente très tôt une tendance à représenter les espaces et les objets qui l'entourent dans le cadre d'une réflexion sur sa propre identité, tantôt comme des références aux objectifs atteints, tantôt comme de simples sédimentations de la quotidienneté.

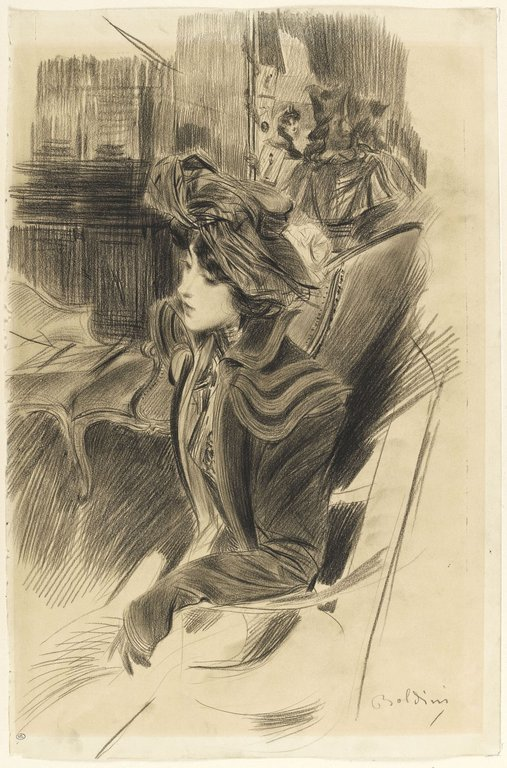
Jeune femme assise dans un intérieur près d'une liseuse.

Boldini manifeste une prédilection marquée pour les formes contournées telle sa console Louis XVI, son fauteuil doré, son lit Empire, sa pendule louis XV. Le trait est expressif, confinant à la caricature. Au début du XXe siècle, on retrouve ses bergères, fauteuils bas à assise très large, déjà présentes sur des aquarelles, sur de grands portraits, sur leurs études préparatoires, sur une série de nus, sur des esquisses synthétiques et à l'arrière plan de compositions sophistiquées, phénomène emblématique en vertu duquel le corps-à-corps avec un objet familier, partie intégrante de son quotidien, est devenu dans la période de maturité de Boldini, une composante importante de son processus de création, au point s'instaurer un lien indissociable entre sa production destinée au public et celle réservée au domaine privé.
Ces ouvrages sont principalement constitués de tableaux de petit format et d'innombrables dessins que l'on ne découvrira qu'à la mort du peintre.

## Dessins
Boldini est un dessinateur très prolifique. Il utilise les arts graphiques, parfois même en public, comme une sorte d'extension de son œil, afin de connaitre le monde, de se l'approprier et de satisfaire son appétit sensoriel bien connu, aussi tactile que visuel. A cours des années 1880, les sujets liés à la vie urbaine dominent dans ses dessins. Durant la décennie suivante, apparaissent de nombreuses tables dressées, des aperçus de sa chambre à coucher, de petits espaces réservés à la toilette, mais aussi des études d'objets et de vêtements personnels : l'attention réservée par Boldini à son univers domestique s'exprime surtout au travers de dessins.
Après avoir observés ses dessins à Berlin en 1886, Boldini subit l'influence d'Adoph von Menzel. Des affinités profondes existent au moment où il s'agit de capturer la réalité, une immédiateté sensuelle et une mobilisation d'expériences diversifiées.

## Accueil, lesBelleset laBête

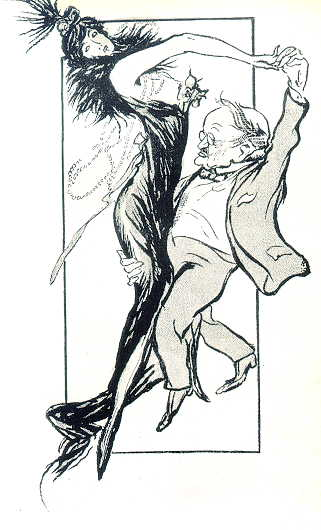
Giovanni Boldini dansant avec Ava Astor, 1912, caricature par Sem.

Malgré ses succès et sa position sociale enviable, Boldini ne trouve pas auprès des critiques, qu'ils soient « conservateurs » ou « d'avant-garde », un véritable soutien. Les rares admirations déclarées viennent notamment de son confrère Albert Besnard et de son ami Robert de Montesquiou, mais tous deux opèrent en dehors du champ de la critique établie. Camille Mauclair, l'auteur de l'un des rares articles monographiques, n'est pas constant dans son appréciation. La presse révèle une porosité entre le regard sur l'œuvre et le jugement porté sur son auteur, dont les supposés défauts entachent les portraits : la dichotomie entre les belles modèles et le peintre bestial constitue un axiome des commentaires ou des récits évoquant la carrière de l'artiste.
Même les admirateurs de sa peinture dressent de Boldini un portrait souvent malveillant : « Arqué sur deux courtes jambes, cet homoncule ventripotent aux doigts boudinés arborait fièrement une puissante tête d'hydrocéphale. Et de sa bouche lippue s'envolait un flux de paroles mi-italiennes, mi-françaises, d'une irrésistible cocasserie. », écrit, par exemple, le critique conservateur Louis Vauxcelles. Cette image repoussante ou burlesque se combine avec celle d'un homme ayant paradoxalement la réputation d'être un « homme à femmes », comme le qualifie Degas. Cet aspect de sa personnalité n'est pas démenti par Emilia Cardona, qui ne l'a connu qu'à la fin de sa vie. Sa pratique de peintre est directement interprétée en fonction du jugement porté à sa physionomie.
Il est baptisé le « serpent de Ferrare » et imaginé « peintre frénétique » ou « tzigane élastique », renvoyant à une virtuosité insaisissable et à un talent ensorceleur. Le vocabulaire attaché à la sorcellerie et à la magie s'impose rapidement. Le propos caricatural, parfois irrespectueux, se mêle au respect qu'impose Boldini.
Après l'accueil mitigé de la première représentation publique d'un de ses portraits féminins, le Portrait de l'actrice Alice Regnault, il présente des ouvrages montant de manière ostensible la beauté de ses modèles et la dextérité de son art. Cependant, les déformations conférées aux physionomies féminines constituent un objet récurrent de moqueries. La conjonction des effets de mouvement et de l'attention portée au vêtement fait apparaître Boldini comme celui qui a capté une forme de modernité. On voit en lui un portraitiste cherchant à s'imposer face à la photographie grâce à une « peinture instantanée », mais ce sentiment de mouvement arrêté est aussi une source d'agacement.
Ces portraits de séductrices aux attributs féminins exacerbés finissent par lasser. Monstrueux par son physique et par son art, Boldini n'appartient pas, pour nombre de ses contemporains, au registre de l'intelligible et du rationnel. Comme en témoigne cependant Colette, il n'en reste pas moins « l'insigne vieux démon de la peinture ».

## Œuvres dans les collections publiques

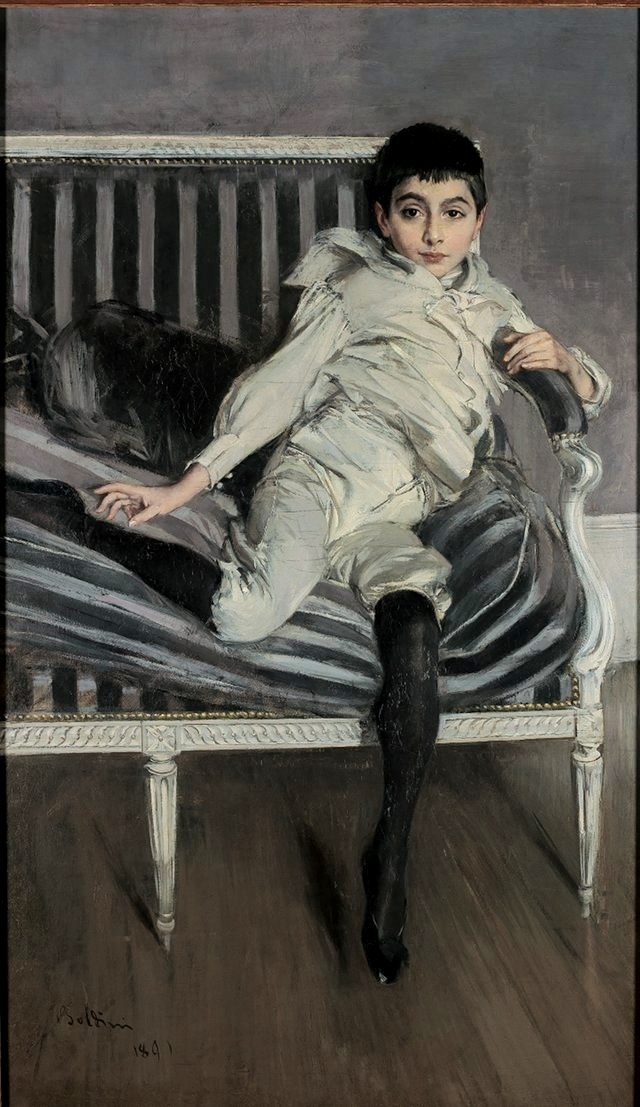
Portrait du jeune Subercaseaux (1891), Ferrare, musée Giovanni Boldini.

### Brésil
- São Paulo, musée d'art de São Paulo :
  - Portrait d'homme en chapeau haut-de-forme ou Le Poète Hanvin. L'Homme du Figaro, vers 1895-1900, huile sur toile[53] ;
  - Jeune Fille brune et autres personnages en plein air ou Promenade matinale. Portrait de dame, vers 1902-1905, huile sur toile[54].

### France
- Ambassade de France à Vienne : Portrait de Madame G. Blumenthal, 1896, huile sur toile, dépôt du musée d'Orsay.
- Bordeaux, musée des beaux arts : Portrait de Cecilia de Madrazo Fortuny, 1882, huile sur toile, 115 x 69 cm.
- Dijon, musée des Beaux-Arts : 
  - Jeune Fille au chien, 1874, huile sur bois, 54,7 × 45,6 cm[55] ;
  - Portrait de Gyp, 1894, pastel sur papier, 56 × 50 cm[56].
- Gray, musée Baron-Martin : Portrait de Mme Maryl, cantatrice de l'Opéra, 1900, huile sur bois, 35 × 27 cm, dépôt du musée d'Orsay.
- Paris :
  - musée d'Orsay : 
    - Portrait du comte Robert de Montesquiou, 1897, huile sur toile, 115 × 82 cm[57]
    - Madame Charles Max, 1896, huile sur toile[58]
    - Scène de fête au Moulin-Rouge, vers 1889, huile sur toile
    - Portrait d'Henri Rochefort, vers 1889, huile sur toile

  - musée Carnavalet : 
    - Portrait de la comtesse de Martel de Janville, dite Gyp, 1894, huile sur toile.
    - Portrait de Mme Torri, danseuse de l'Opéra, vers 1900, huile sur toile.

  - musée des Arts décoratifs : 
    - Femme en noir sur un divan ou Portrait de Madame R. L., vers 1901, huile sur toile.
    - Portrait de Georges Goursat, dit Sem, 1902, huile sur toile.

  - musée Marmottan Monet : 
    - Portrait de Georges de Bellio, 1889, huile.
- Senlis, musée de la vénerie : Portrait d'Olympe Hériot en maître de chasse, 1911, huile sur toile.
- Toulouse, Fondation Bemberg : Élégante à la robe bleue, avant 1914, huile sur toile, 72 × 51 cm.

### Italie
- Ferrare, musée Giovanni Boldini :
  - Les Sœurs Lascaraky, 1869
  - La Machine de Marly (La Seine à Bougival)
  - Deux Chevaux blancs
  - La Cantatrice mondaine
  - Portrait du peintre Joaquin Araujo y Ruano
  - Femme en noir observant le « Pastel blanc »
  - Portrait du petit Subercaseaux
  - Feu d'artifice
  - Un coin de la table du peintre
  - La Promenade au bois, vers 1909, huile sur toile ;
  - La Dame en rose. Portrait de Madame Olivia Concha de Fontecilla, 1916, huile sur toile.
  - Le « Cardinal » du Bernin dans la chambre du peintre
  - Autoportrait
  - Portrait de Gaetano Braga
  - Autoportrait à soixante-neuf ans
  - Portrait du jardinier des Veil-Picard
  - Portrait de Francesco Boldini
- Florence, Corridor de Vasari des Offices : Autoportrait, 1892, huile sur toile[59]
- Florence, galerie d'art moderne du palais Pitti
  - Alaide Banti en robe blanche, 1866, huile sur toile
  - Portrait de Cristiano Banti, vers 1866, huile sur toile.
- Gênes, Museo Villa Grimaldi Fassio Raccolte Frugone : Portrait de Miss Bell, 1903, huile sur toile.
- Rome, Galerie nationale d'Art moderne et contemporain :
  - Portrait de Giuseppe Verdi à l'écharpe blanche et haut-de-forme, 1886, huile sur toile
  - La Marquise Luisa Casati avec des plumes de paon, 1911-1913, huile sur toile, 130 × 176 cm[60]
  - Portrait de Mlle Lantelme, 1907, huile sur toile
- Milan, Galerie d'art moderne
  - Alice Regnault à cheval ou L'Amazone, vers 1879, huile sur bois, 69 x 58 cm[61]

Œuvres de Giovanni Boldini
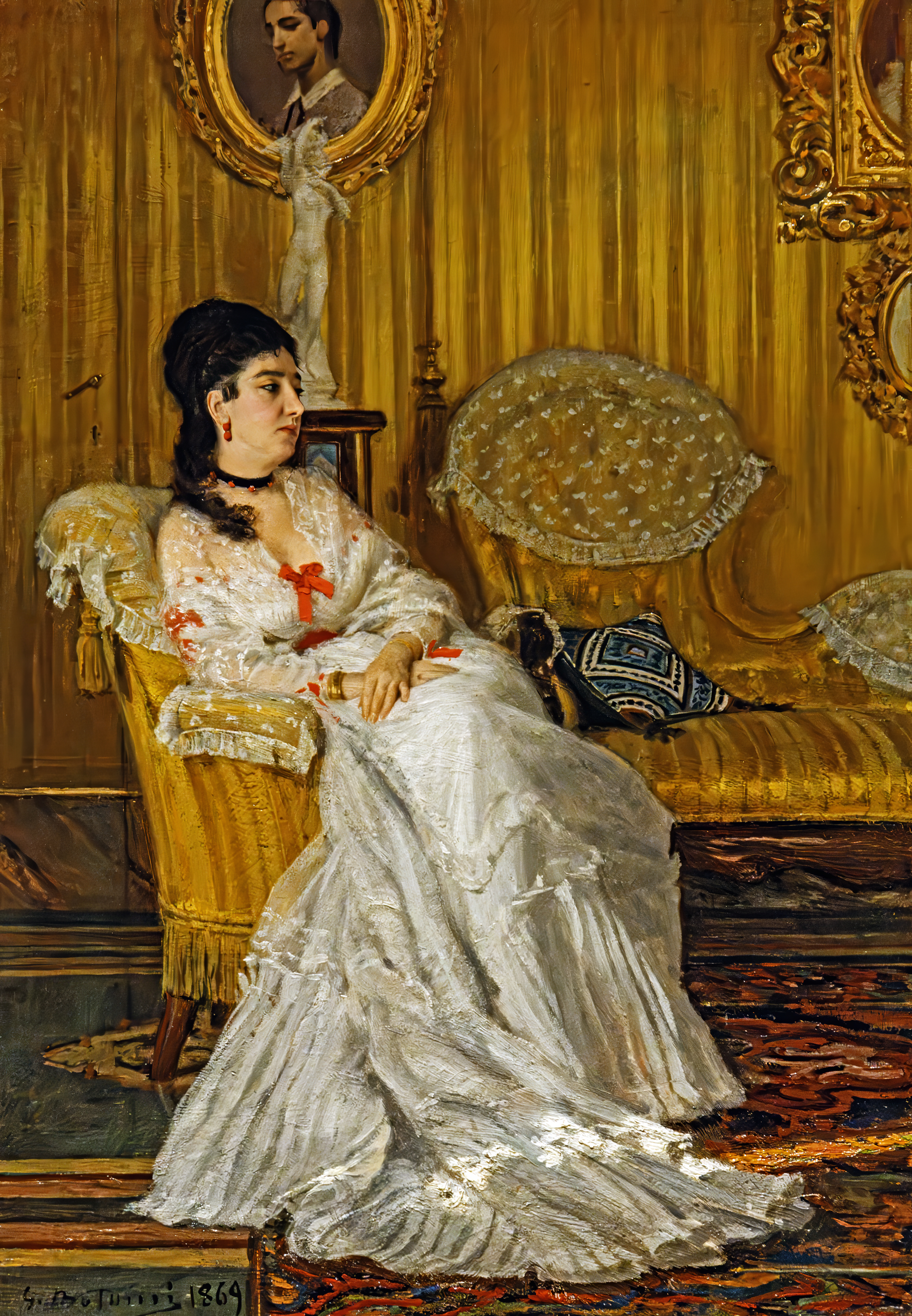
Portrait de la comtesse Carlotta Aloisi Papudoff (1869), Museoarchives Giovanni Boldini, Pistoia.
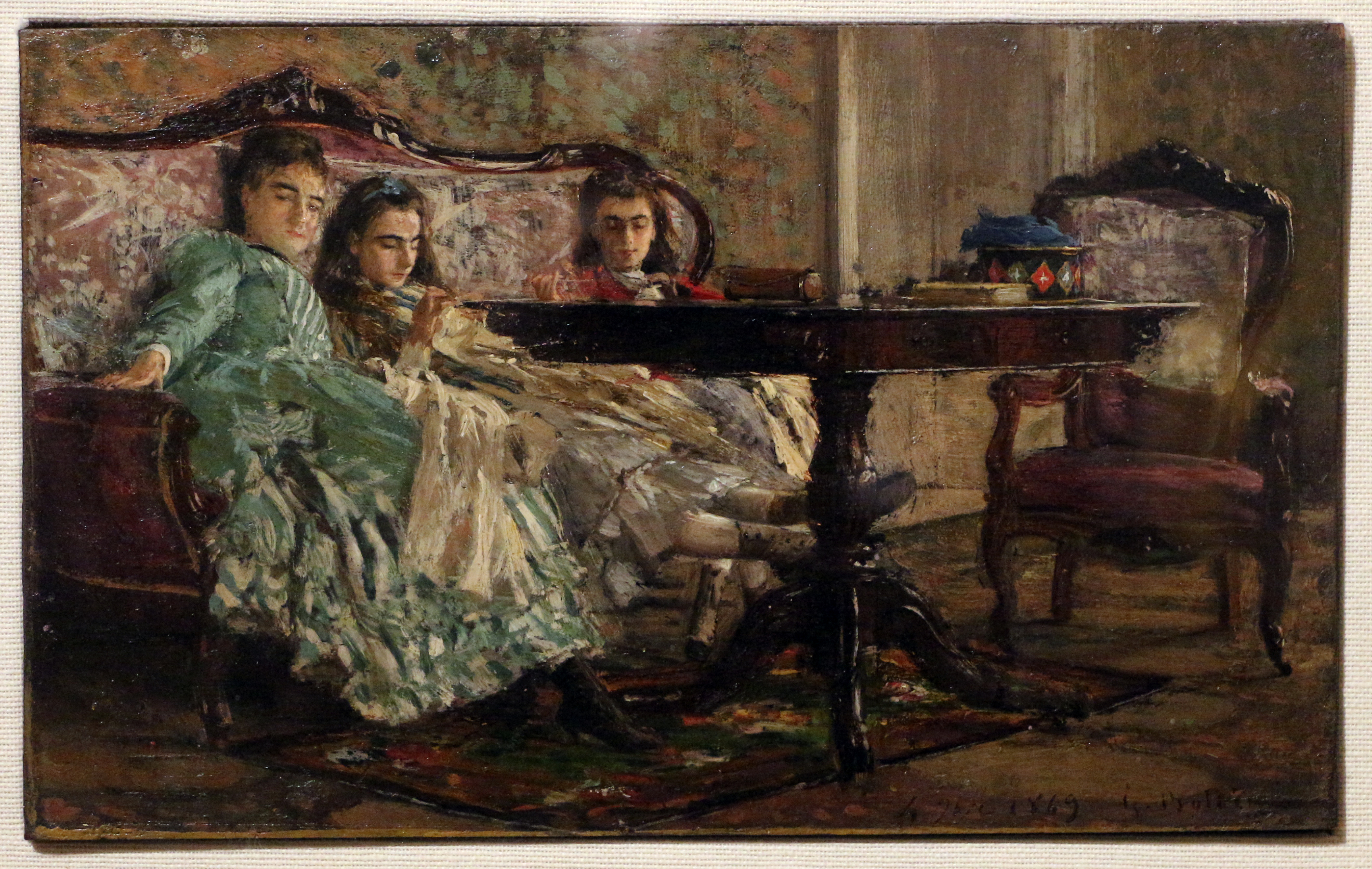
Les Sœurs Lascaraky (1869), Ferrare, musée Giovanni Boldini.
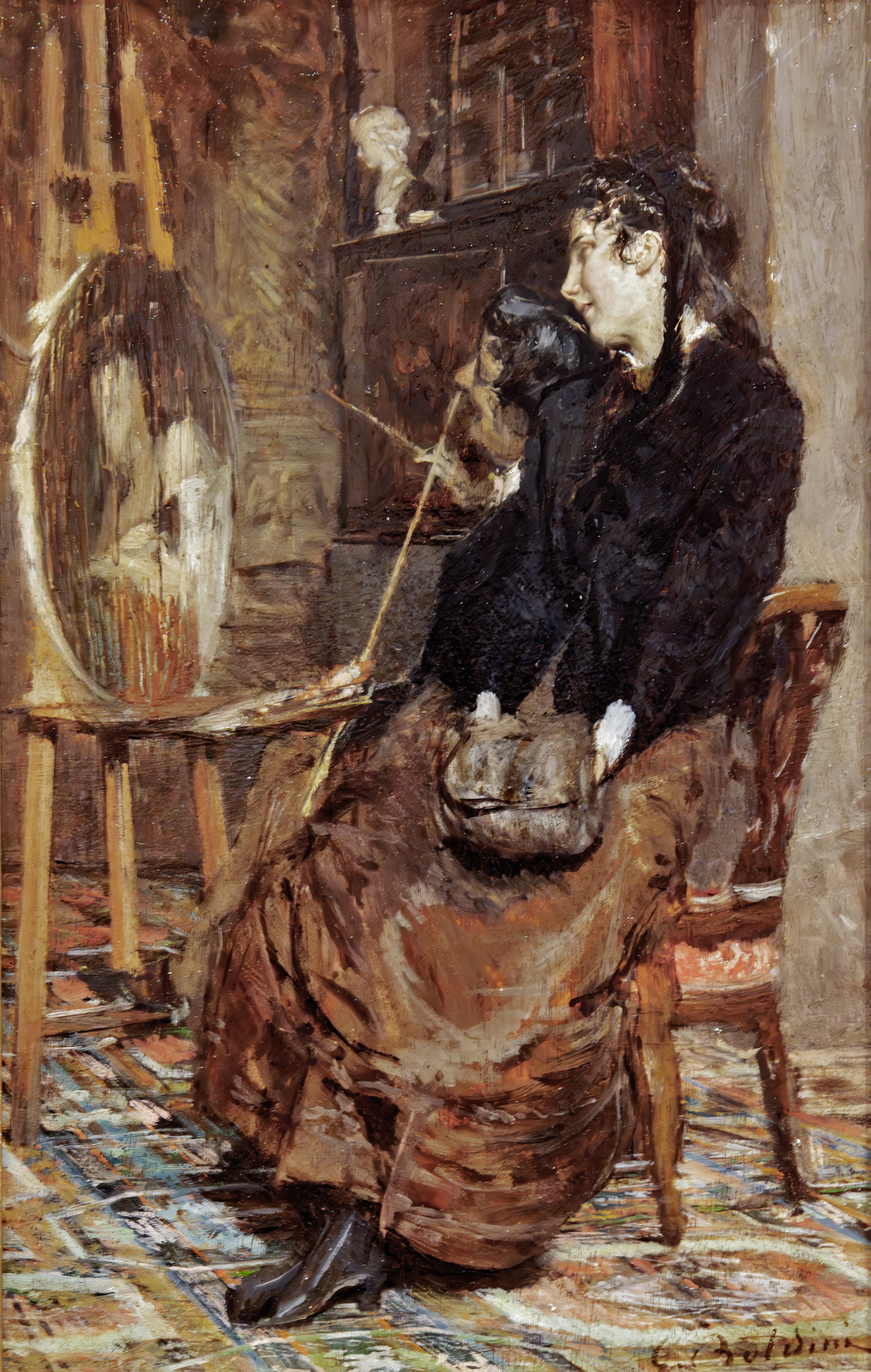
Dans le studio du  peintre (1869), Museoarchives Giovanni Boldini, Pistoia.
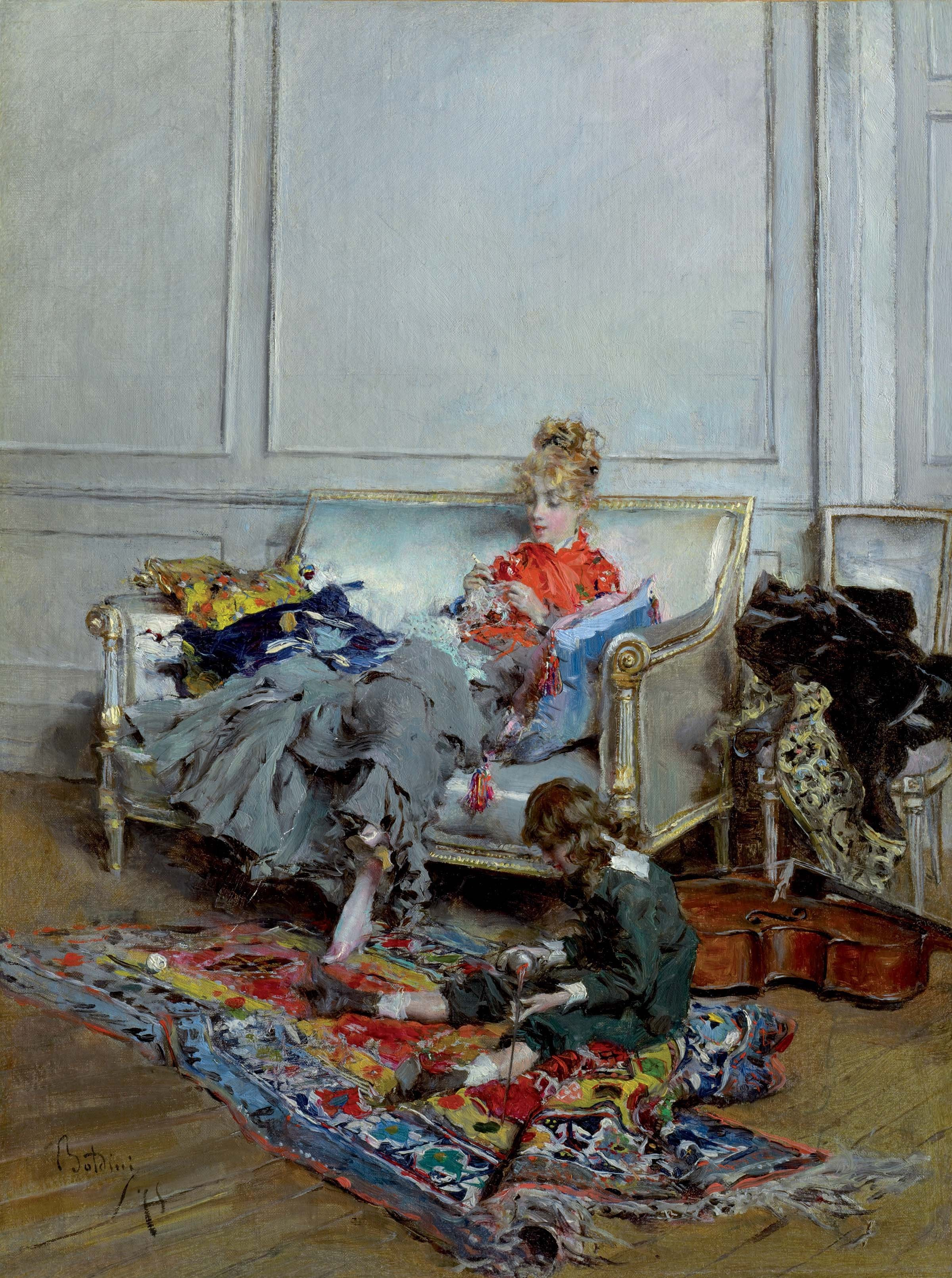
Jours paisibles (1875), Williamstown, Clark Art Institute.
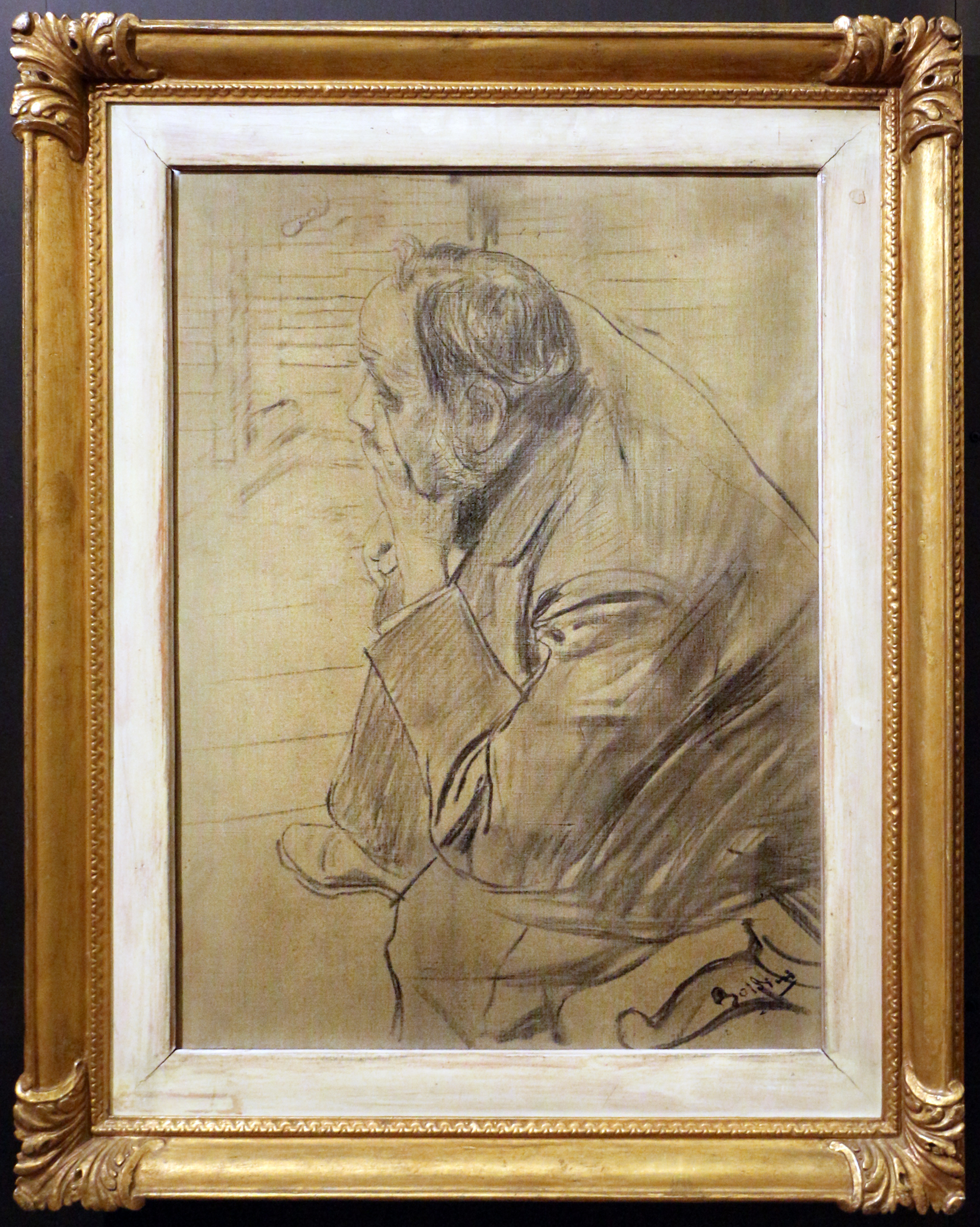
Portrait d'Edgar Degas (vers 1885-1890), fusain, Ferrare, musée Giovanni Boldini.
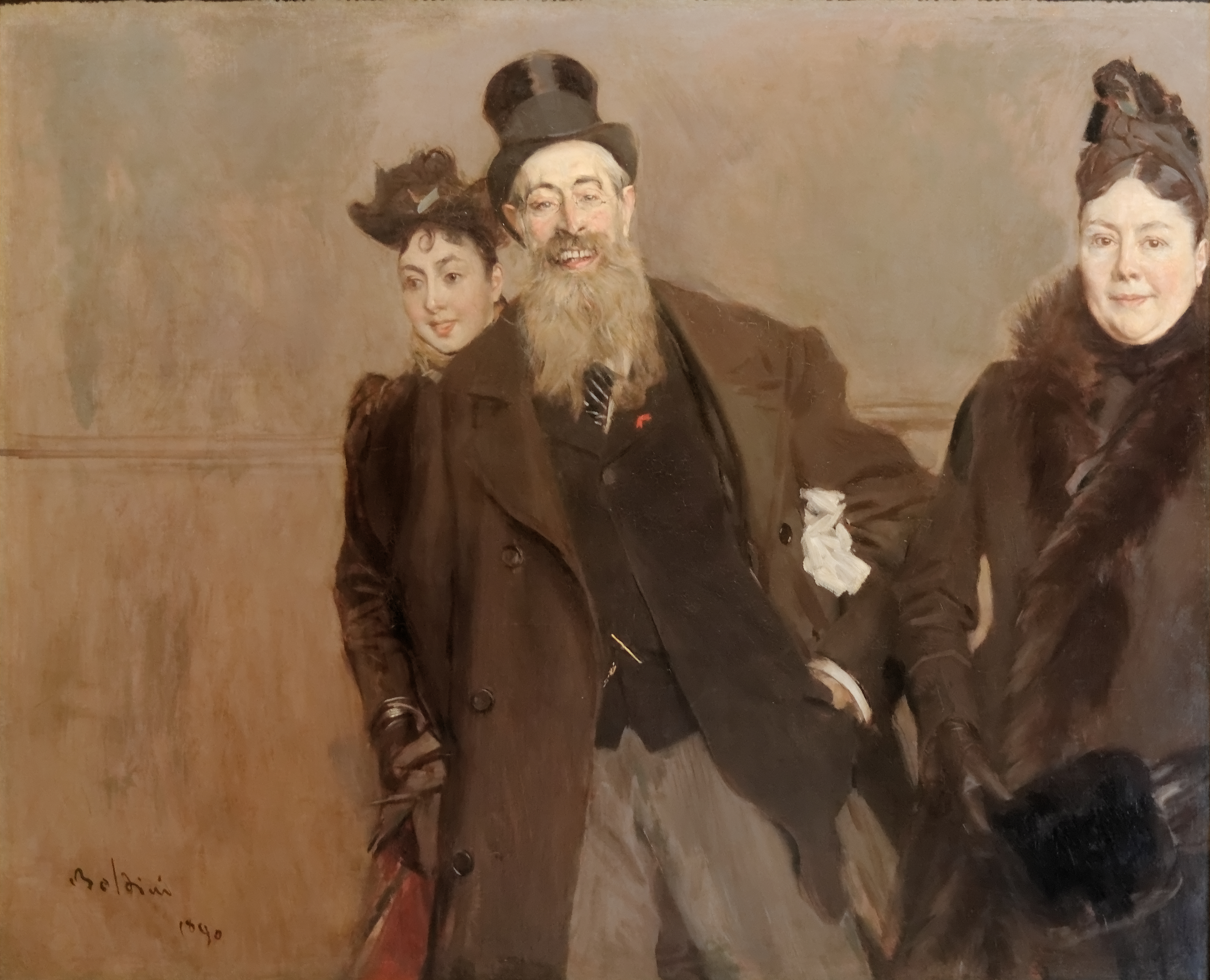
John-Lewis Brown avec sa femme et sa fille (1890), Lisbonne, musée Calouste-Gulbenkian.
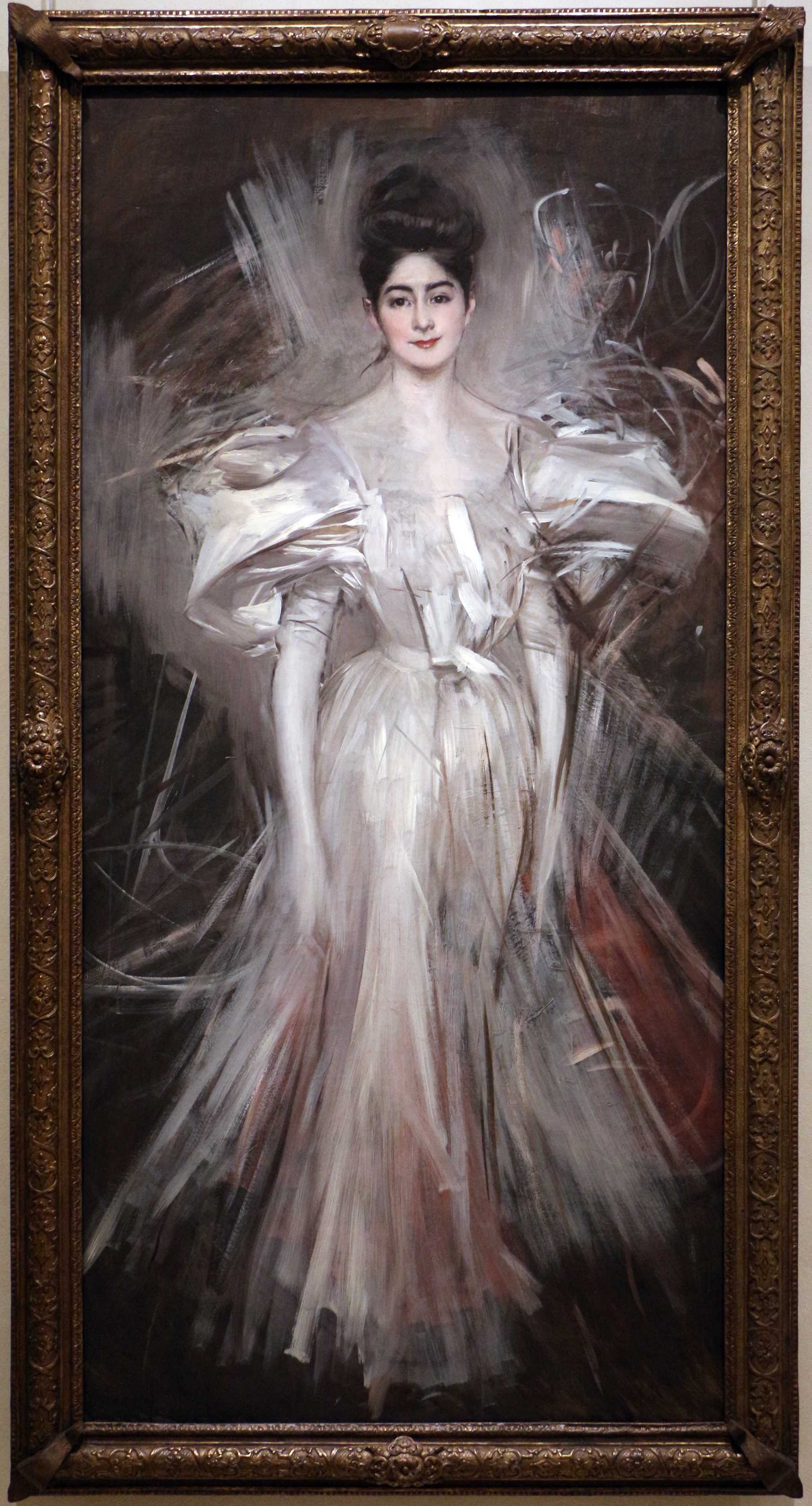
Feu d'artifice (1892-1895), Ferrare, musée Giovanni Boldini.
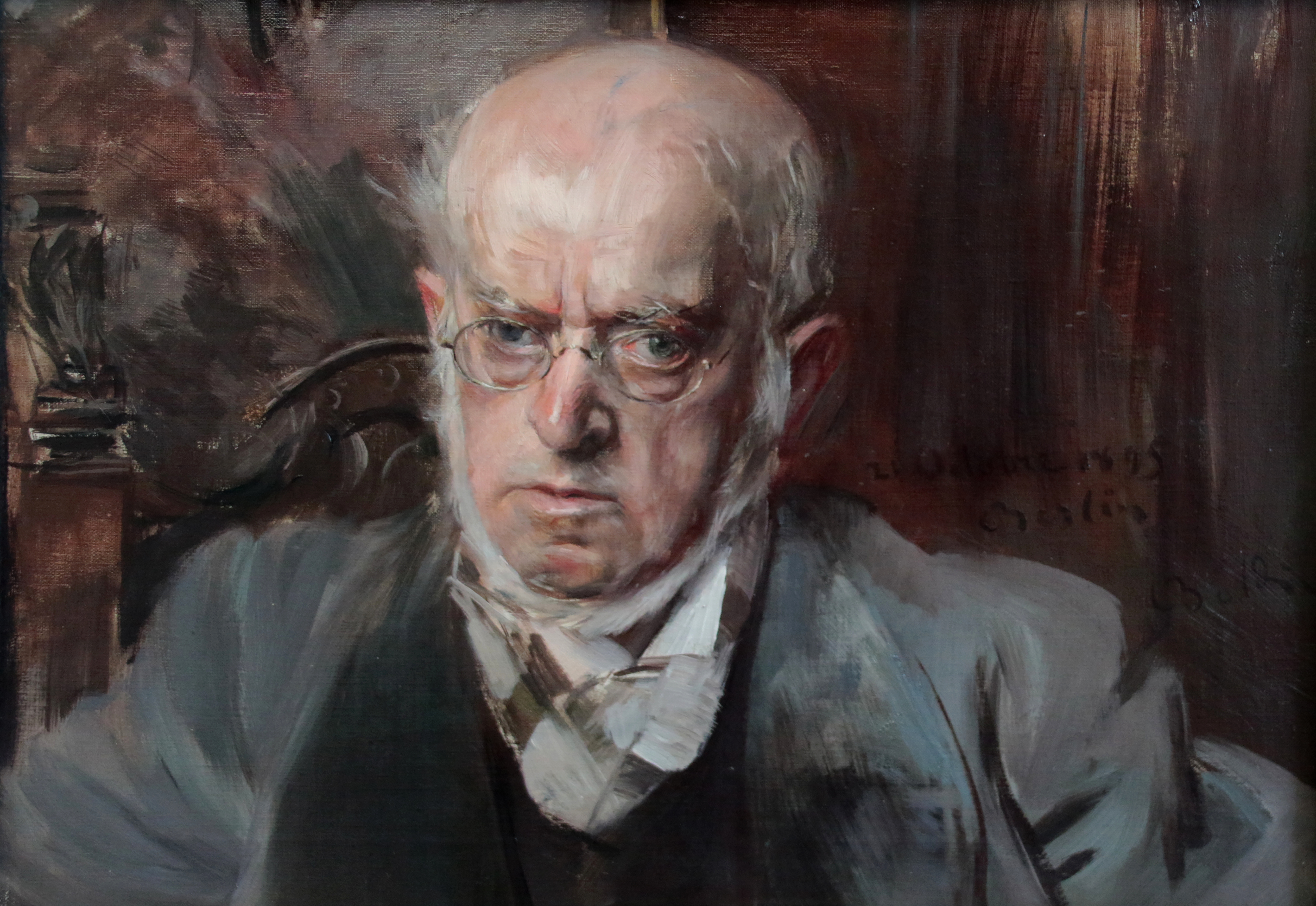
Portrait d'Adolph von Menzel (1895), Berlin, Alte Nationalgalerie.
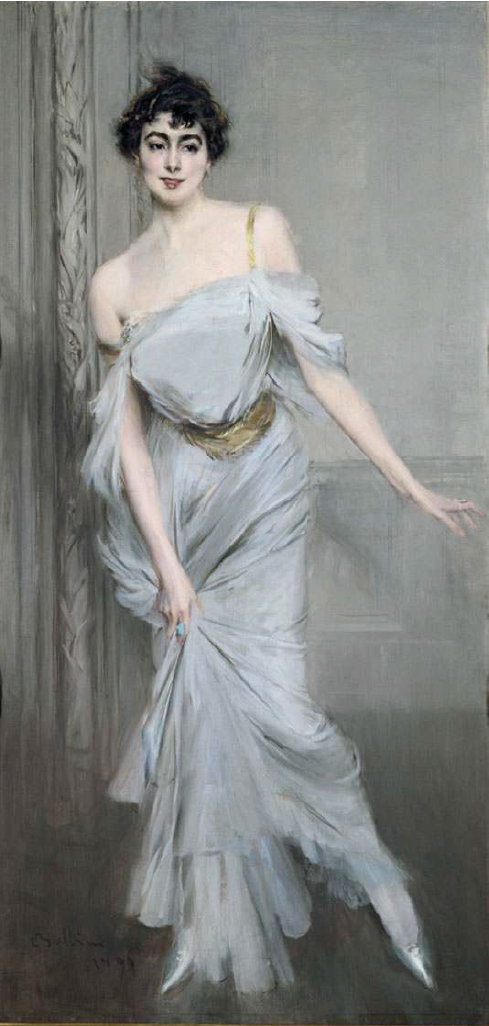
Madame Charles Max (1896), Paris, musée d'Orsay.
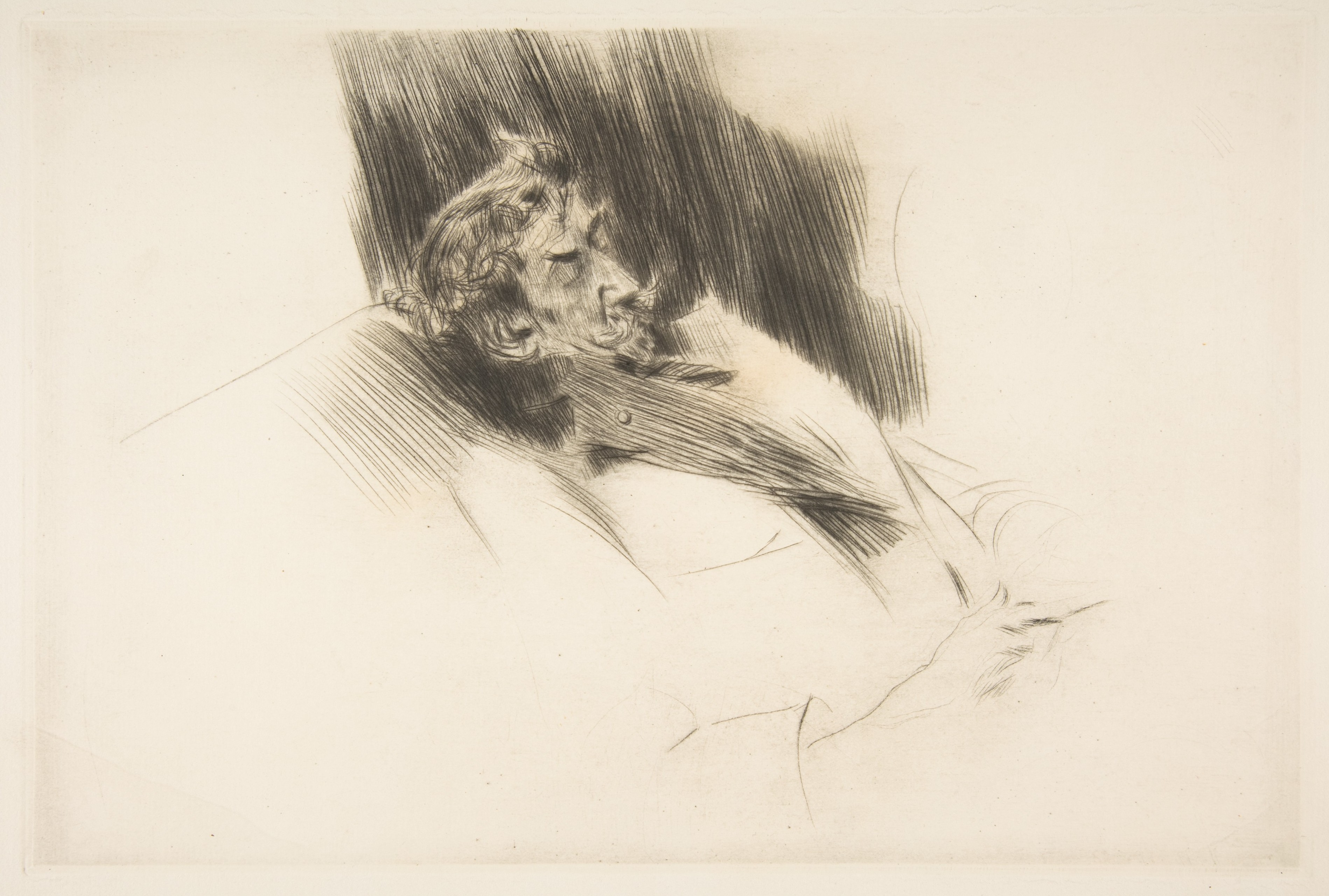
Whistler endormi (1897), pointe sèche, New York, Metropolitan Museum of Art.
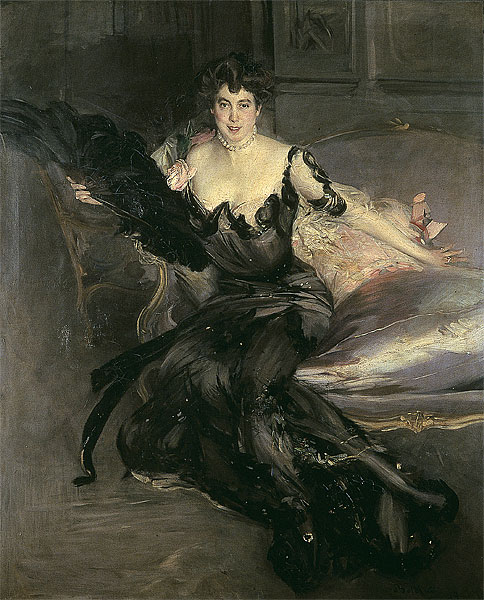
Portrait de Mrs Lionel Phillips (1903), Dublin, Dublin City Gallery The Hugh Lane.
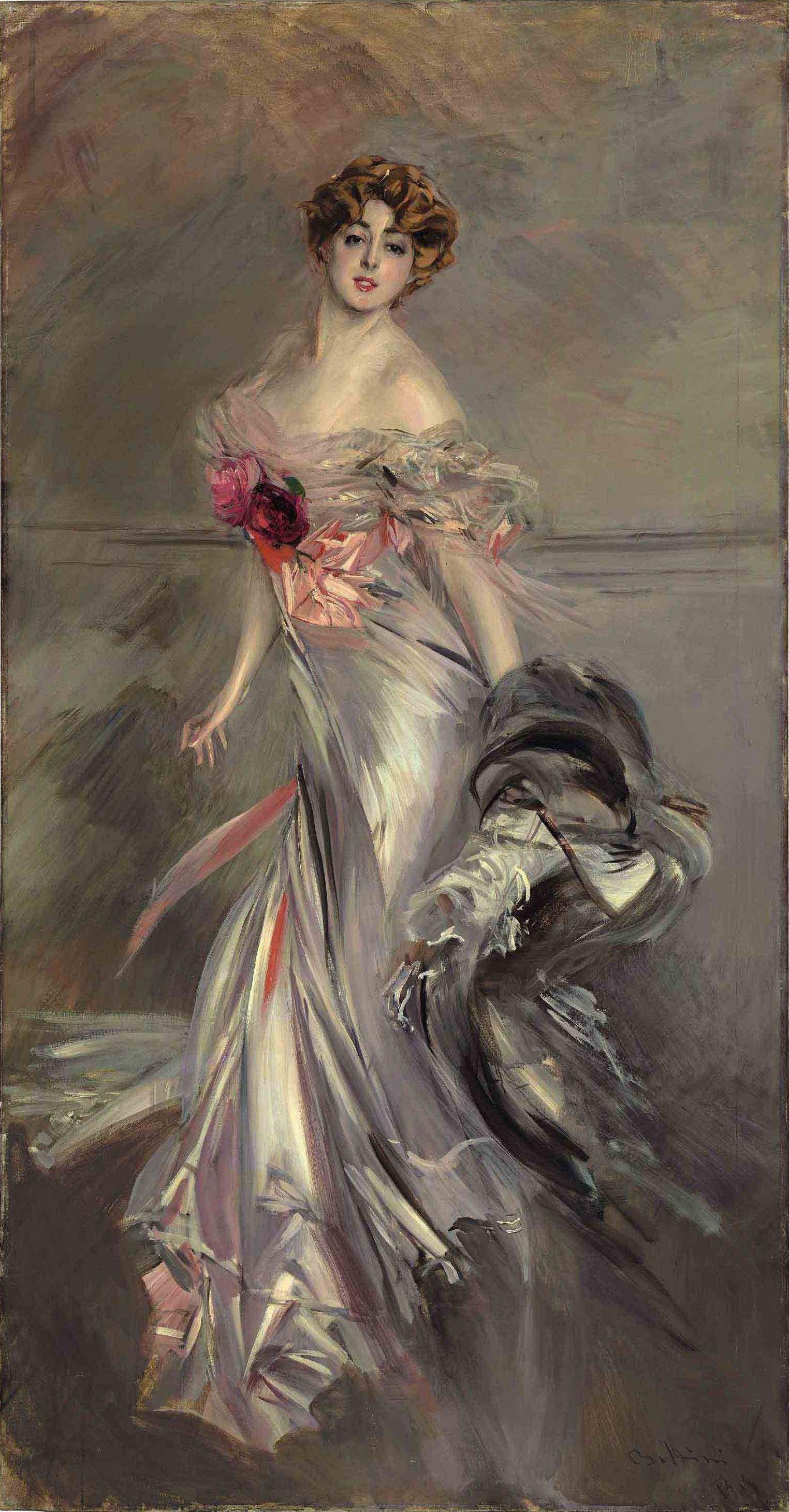
Portrait de Marthe Régnier (1905), localisation inconnue[62].
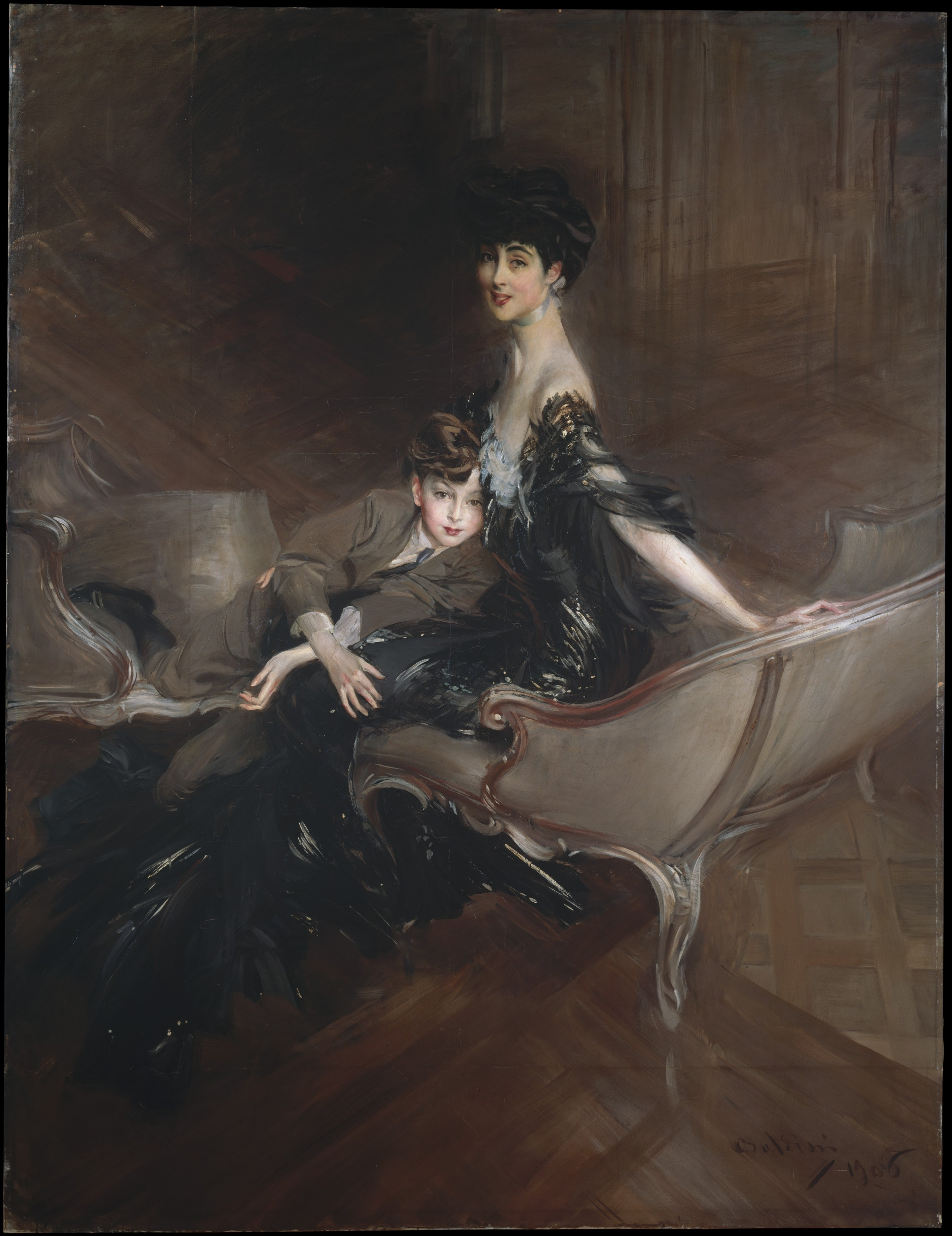
Consuelo Vanderbilt, duchesse de Marlborough, et son fils, lord Ivor Spencer-Churchill (1906), New York, Metropolitan Museum of Art.
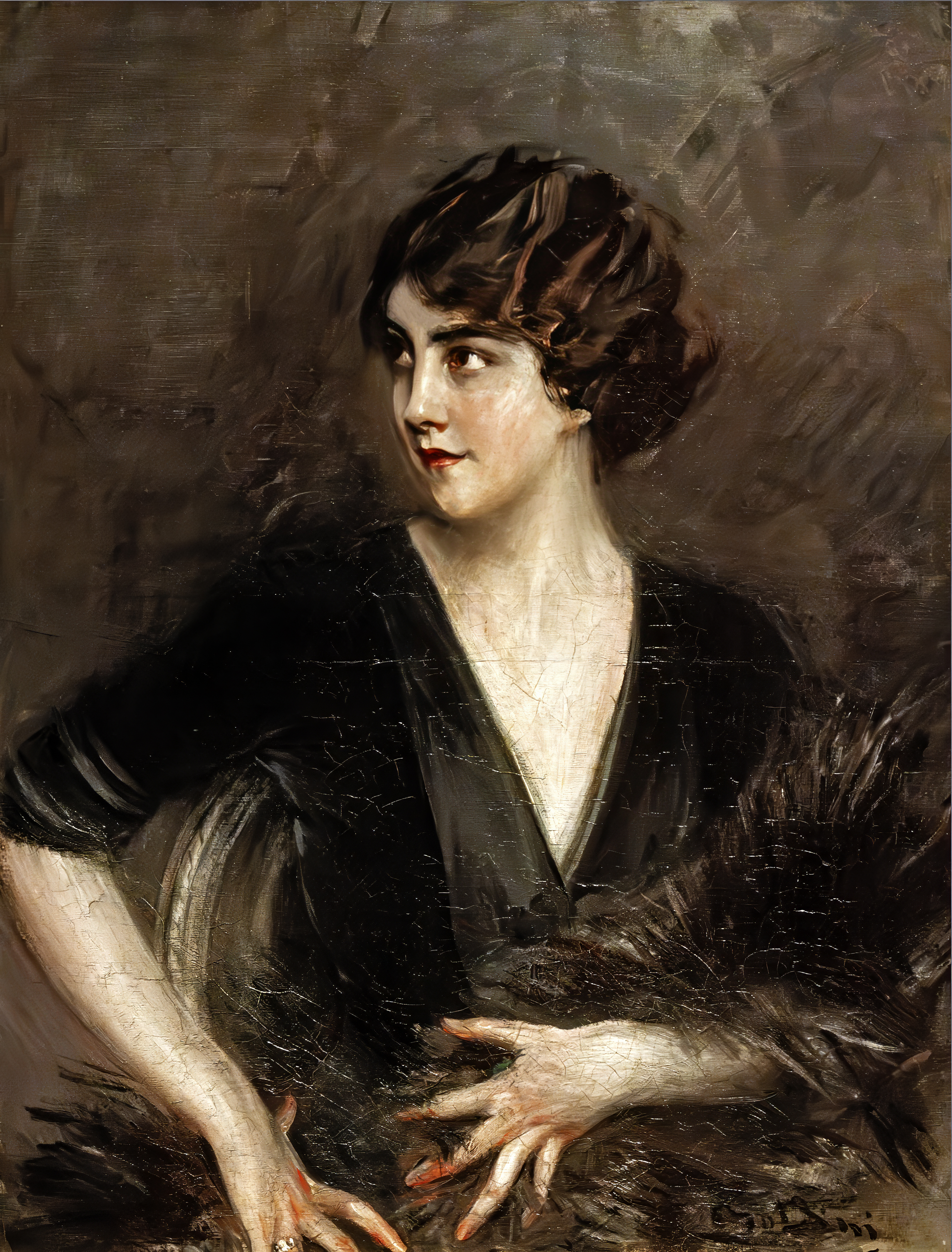
Dame à l'étole en fourrure foncée, (1907-1910) Bottega d'Arte, Montecatini Terme - Forte dei Marmi
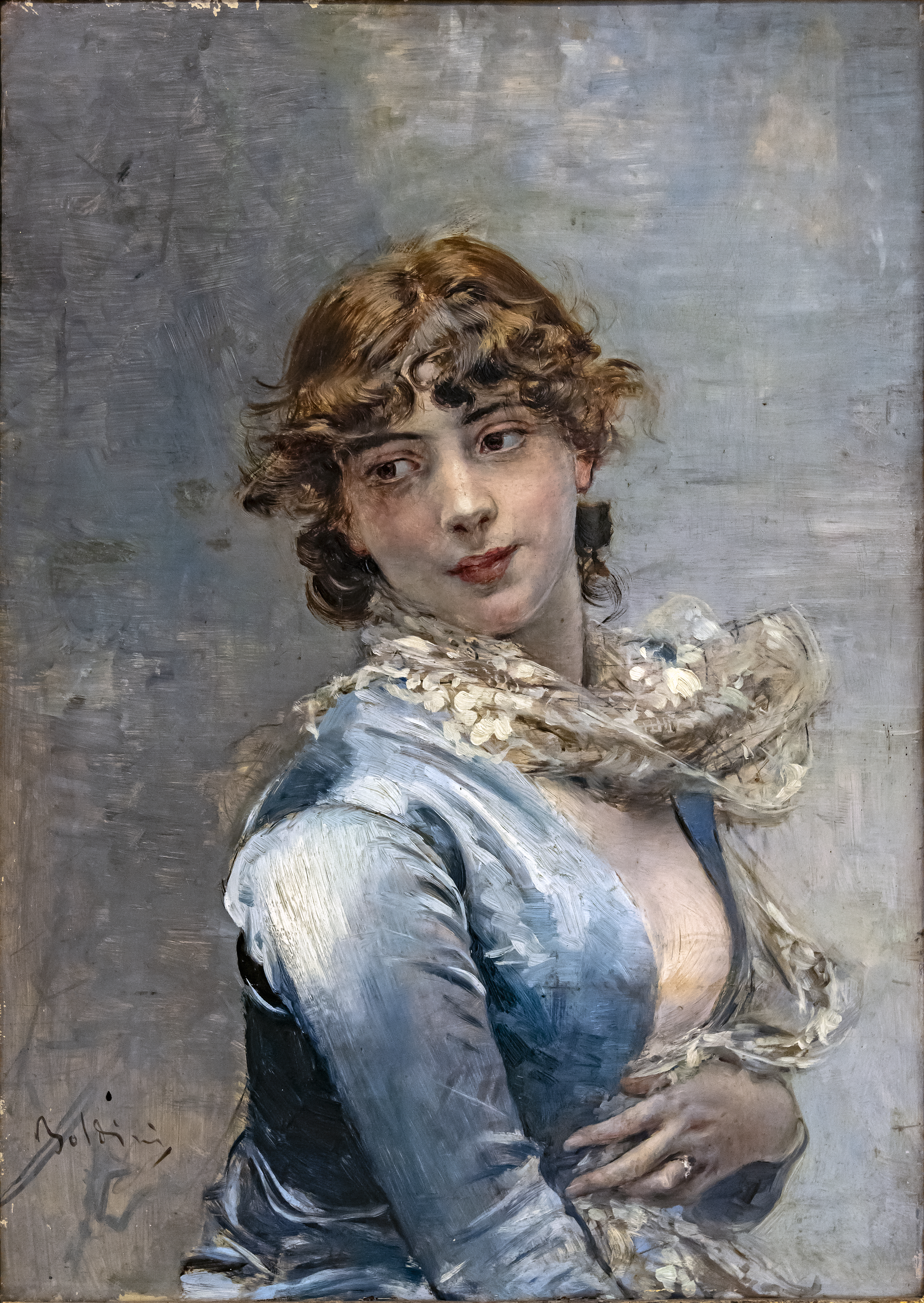
Élégante à la robe bleue (1914), Fondation Bemberg Toulouse.
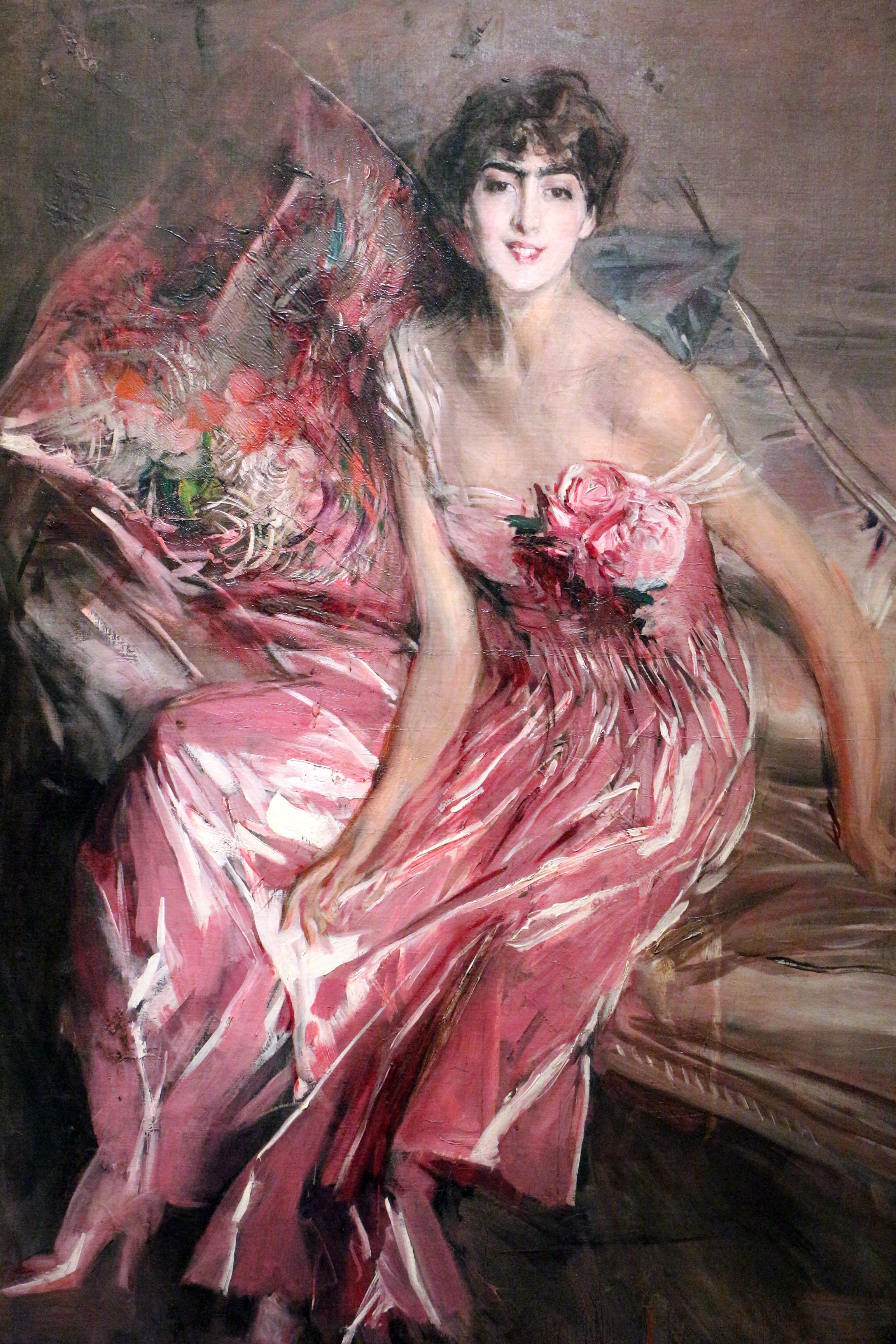
La Dame en rose. Portrait de Madame Olivia Concha de Fontecilla (1916), Ferrare, musée Giovanni Boldini.
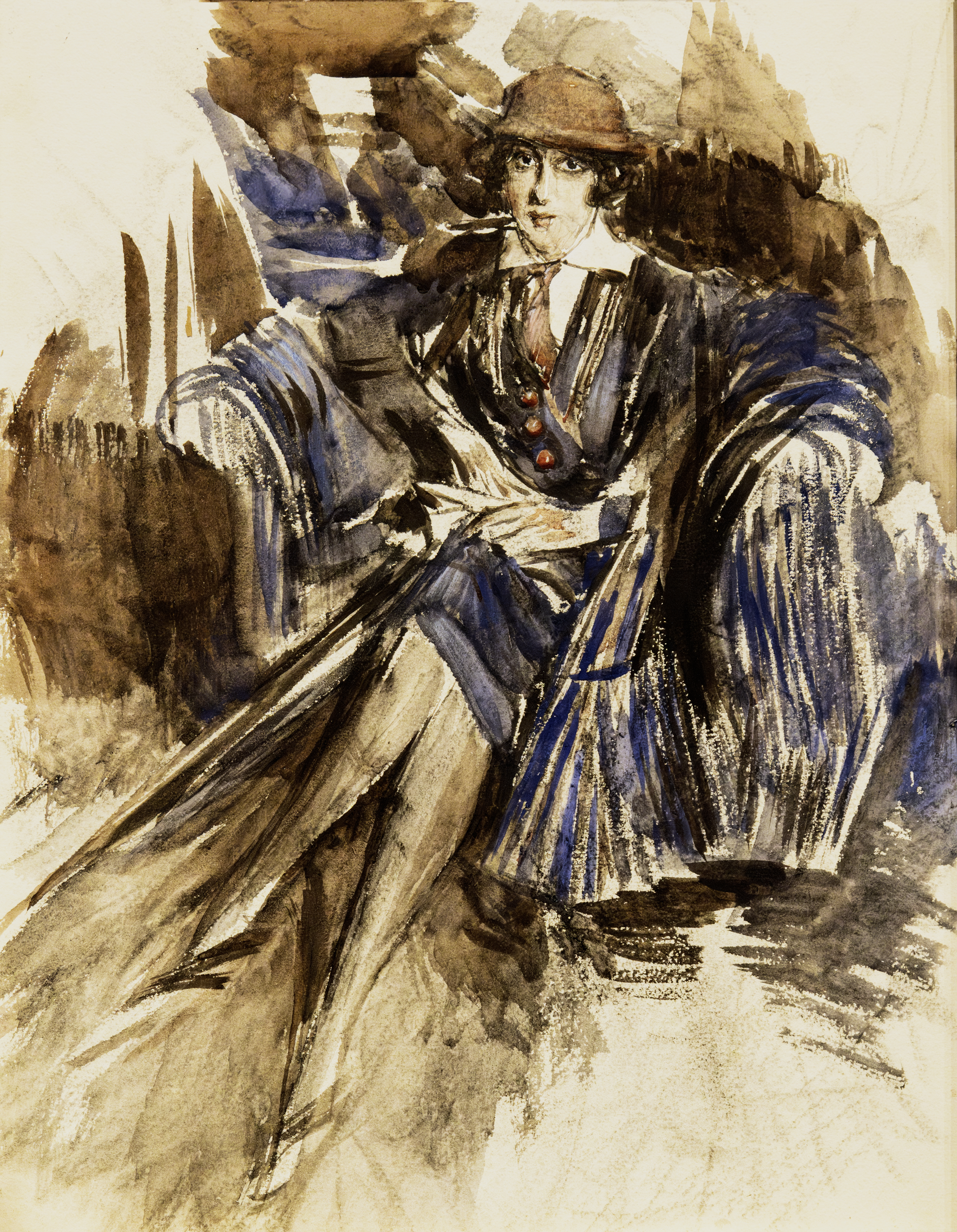
La divina (1931) Museoarchives Giovanni Boldoni Macchiaioli, Pistoia

## Expositions
À Paris, un hommage lui a été rendu à son décès en 1931, à la galerie Charpentier. Le musée Jacquemart-André lui consacra une exposition en 1963, et le musée Marmottan en 1991.
En 2017, une grande exposition anthologique sur Giovanni Boldini a eu lieu à Rome, dans le Monument à Victor-Emmanuel II, plus tard (2018) partiellement transféré au Palais Royal de Venaria Reale (To). Organisée en collaboration avec le musée des archives Giovanni Boldini Macchiaioli de Pistoia, l'exposition a présenté 160 œuvres, publiant dans le catalogue une correspondance avec 40 lettres inédites et impliquant plus de trente musées internationaux avec des prêts.
En 2019, le Palazzo dei Diamanti consacre une exposition à Boldini intitulée « Boldini e la moda » (« Boldini et la mode ») qui analyse la relation du peintre avec la haute couture parisienne de la Belle Époque. En 2021, à l'occasion du quatre-vingt-dixième anniversaire de sa mort, deux expositions sont montées, l'une au Musée Mart de Rovereto, intitulée « Boldini, Il piacere » (« Boldini, Le plaisir ») avec 170 œuvres et l'autre au château d'Este à Ferrare, autour d'huiles et de dessins du musée de la ville qui porte le nom de l'artiste.
Toujours en 2019, une exposition Giovanni Boldini a eu lieu à la Fundación Mapfre, Madrid, du 14 septembre 2019 au 12 janvier 2020,.
En 2022, la première rétrospective de l'artiste a lieu en France, au Petit Palais à Paris, intitulée « Giovanni Boldini. Les Plaisirs et les Jours », du 29 mars au 24 juillet 2022,,,.

## Distinctions
- Chevalier de la Légion d'honneur (octobre 1889)[6]
- Officier de l'Ordre national de la Légion d'honneur[22] (1919)
- Grand Officier de l'Ordre de la Couronne d'Italie (1919)